# 2023年の日本プロ野球
2023年の日本プロ野球（2023ねんのにほんぷろやきゅう）では、2023年の日本プロ野球（NPB）における動向をまとめる。

## できごと

### 1月
- 1日
  - 北海道日本ハムファイターズは、今季のチームスローガンを『新時代 FANS ARE OUR TREASURE』に決定したことを発表[1]。
  - 読売ジャイアンツは、今季のチームスローガンを『奪回 〜GIANTS PRIDE 2023〜』に決定したことを発表[2]。
  - 東北楽天ゴールデンイーグルスの本拠地の愛称が「楽天モバイルパーク宮城」に変更[3]。
- 4日
  - 北海道日本ハムファイターズは、ブライアン・シコースキーの駐米スカウト就任、元二軍コーチの矢野謙次・多田野数人のスカウトへの配置転換などのチーム人事を発表[4]。
- 5日
  - 千葉ロッテマリーンズは、内田順三が春季キャンプで臨時打撃コーチに就任することを発表[5]。
- 6日
  - 福岡ソフトバンクホークスは、今季のチームスローガンを『鷹！鷹！鷹！』に決定したことを発表[6]。
- 10日
  - 福岡ソフトバンクホークスは、元テキサス・レンジャースの有原航平の獲得を発表。背番号は17[7]。
- 11日
  - 北海道日本ハムファイターズは、福岡ソフトバンクホークスにFA移籍した近藤健介の人的補償として、田中正義を獲得したことを発表[8]。
  - 中日ドラゴンズは、新入団選手の背番号と一部選手の背番号変更を発表[9]。また、土田龍空の登録名を龍空に変更することも発表した[10]。発表された背番号は以下の通り。
    - 砂田毅樹：39→47
    - アリスティデス・アキーノ：9
    - 加藤匠馬：69
    - ソイロ・アルモンテ：96
    - オルランド・カリステ：99

  - 東北楽天ゴールデンイーグルスは、今季のチームスローガン『鷲が掴む!』を発表した[11][12]。
- 12日
  - 横浜DeNAベイスターズは、藤田一也の背番号を23に、タイラー・オースティンの背番号を3にそれぞれ変更することを発表[13]。
  - 読売ジャイアンツは、前トロント・ブルージェイズのフォスター・グリフィン、前サンフランシスコ・ジャイアンツのルイス・ブリンソンの両選手と契約合意したことを発表。背番号はグリフィンが29、ブリンソンが42[14][15]。
- 13日
  - 野球殿堂博物館は、2023年の野球殿堂入りメンバーを発表。プレイヤー表彰者にアレックス・ラミレス、エキスパート部門表彰者にランディ・バース、特別表彰者に作曲家の古関裕而（1989年没）が選出された[16]。
  - オリックス・バファローズの今季のキャッチフレーズ『We can do it!』が発表された[17][18]。
- 16日
  - 読売ジャイアンツは、前横浜DeNAベイスターズの三上朋也と育成選手としての契約に合意したことを発表[19]。
- 17日
  - 阪神タイガースは、今季のコーチ陣容を以下の通り発表[20]。
    - 【一軍】岡田彰布（監督）、平田勝男（ヘッド）、安藤優也（投手）、久保田智之（投手）、嶋田宗彦（バッテリー）、水口栄二（打撃）、今岡真訪（打撃）、馬場敏史（内野守備走塁）、藤本敦士（内野守備走塁）、筒井壮（外野守備走塁）
    - 【二軍】和田豊（監督）、福原忍（投手）、江草仁貴（投手）、野村克則（バッテリー）、日高剛（バッテリー補佐）、北川博敏（打撃）、山崎憲晴（打撃）、田中秀太（内野守備走塁）、工藤隆人（外野守備走塁）
- 18日
  - オリックス・バファローズは、K-鈴木の登録名を本名の鈴木康平に変更することを発表[21]。
- 20日
  - 千葉ロッテマリーンズは、前MLBミルウォーキー・ブルワーズのルイス・ペルドモの入団を発表[22]。
- 23日
  - 千葉ロッテマリーンズは、前オリックス・バファローズの澤田圭佑と育成選手契約を結んだことを発表[23]。
  - 横浜DeNAベイスターズは、今季のスローガン『横浜頂戦』を発表。同時に8年ぶりに刷新されたホームゲーム用ユニフォームのデザインを発表[24]。
- 24日
  - 読売ジャイアンツは、元トロント・ブルージェイズのエルビス・ルシアーノとの育成契約での合意を発表[25]。
  - オリックス・バファローズは、前シカゴ・カブスのフランク・シュウィンデルと、元サンフランシスコ・ジャイアンツ傘下3Aのジャレル・コットンの2選手の獲得を発表。背番号はシュウィンデルが23、コットンが42[26]。
- 25日
  - 千葉ロッテマリーンズは、元ドミニカ国内リーグバジェロス・デ・サンティアゴのダリットソン・フェリスと育成契約を締結したことを発表[27]。合わせて新加入選手の背番号と一部選手の背番号変更を以下の通り発表した[28]。
    - グレゴリー・ポランコ：22
    - ルイス・カスティーヨ：41
    - C.C.メルセデス：42
    - ルイス・ペルドモ：55
    - ダリットソン・フェリス：131
    - 澤田圭佑：132
    - 植田将太：95→45
- 26日
  - 2023 ワールド・ベースボール・クラシックに出場予定の日本代表登録予定選手30人が発表され、NPBからは全12球団から総計25名が選出される[29]。
- 28日
  - 千葉ロッテマリーンズは、MLBボストン・レッドソックスからFAとなっていた澤村拓一の獲得を発表。背番号は54[30]。
- 29日
  - 埼玉西武ライオンズは、今季のチームスローガンが『走魂』に決定したと発表[31][32]。
- 30日
  - 東京ヤクルトスワローズは、今季のチームスローガンを『さあ、行こうか！』に決定したことを発表[33]。
- 31日
  - 千葉ロッテマリーンズの今季のチームスローガン『今日をチャンスに変える。』が発表された[34][35]。
  - 愛知県警は、昨年の中日ドラゴンズ主催試合で使用する予定であった公式球を窃盗したとして52歳のNPB審判員を書類送検したことを公表した[36]。

### 2月
- 8日
  - 2021年に不祥事を理由に契約解除されたことを不服として、千葉ロッテマリーンズに対して訴訟を起こした清田育宏が、球団と和解が成立したことを自身のInstagramで公表[37]。→2021年11月の出来事参照
- 15日
  - オリックス・バファローズは、前MLBニューヨーク・ヤンキースのマーウィン・ゴンザレスの獲得を発表。背番号は8[38]。
- 18日
  - オリックス・バファローズは、前MLBサンディエゴ・パドレスのジェイコブ・ニックスの獲得を発表。背番号は48[39]。
- 27日
  - セントラル・リーグは、阪神タイガースの髙濱祐仁の守備位置が外野手に登録変更されたことを発表した[40]。

### 3月
- 5日
  - 東北楽天ゴールデンイーグルスは、一軍監督の石井一久の背番号を16に変更することを発表[41]。
- 6日
  - 北海道日本ハムファイターズの西村天裕と千葉ロッテマリーンズの福田光輝の交換トレード成立が発表された[42]。
- 9日
  - 読売ジャイアンツは、育成選手の横川凱・堀岡隼人と支配下選手契約を結んだことを発表。背番号は横川が62、堀岡が95[43]。
- 14日
  - 横浜DeNAベイスターズは、前MLBロサンゼルス・ドジャースのトレバー・バウアーとの契約合意を発表。背番号は96[44]。
  - 北海道日本ハムファイターズの新本拠地となるエスコンフィールドHOKKAIDO（北海道北広島市）でオープン戦初開催[45]。試合は3-1で埼玉西武ライオンズが勝利した[46]。
- 24日
  - 読売ジャイアンツは、育成選手の梶谷隆幸を支配下選手登録した事を発表。背番号は13[47]。
  - オリックス・バファローズは、育成選手の茶野篤政を支配下登録する事を発表。背番号は61[48]。
- 27日
  - NPBは、2023年シーズンのスローガンを「野球の熱さ、無限大。」とすると発表[49]。また、24日のウエスタン・リーグ阪神タイガース戦（ナゴヤ球場）で球審の判定に対し侮辱行為を働いた中日ドラゴンズのペドロ・レビーラに対し、厳重注意と制裁金5万円を科すと発表した[50]。
- 29日
  - 読売ジャイアンツの久保康生巡回投手コーチと石井昭男巡回打撃コーチが、それぞれ一軍投手コーチと一軍打撃コーチに配置転換された事が公示された[51]。
- 30日
  - 読売ジャイアンツは、育成選手の田中豊樹を支配下登録したことを発表、背番号は63[52]。
  - パシフィック・リーグ公式戦開幕。
  - 北海道日本ハムファイターズ対東北楽天ゴールデンイーグルス1回戦がエスコンフィールドHOKKAIDOで開催。1試合のみ先行しての開幕戦は1952年の大阪タイガース対名古屋ドラゴンズ（甲子園球場）以来71年ぶり[53][54]。試合は3対1で楽天が勝利、伊藤裕季也がシーズン及び新球場第1号の本塁打[55]。
- 31日
  - セントラル・リーグ公式戦開幕。
  - 広島東洋カープが対東京ヤクルトスワローズ1回戦（明治神宮野球場）に0-4で敗れ、1994年以来29年振り6度目の開幕戦完封負け[56]。またこの試合でプロ初登板した広島の河野佳が、先頭打者のヤクルトホセ・オスナに本塁打を被弾。一軍初登板で先頭打者に本塁打被弾するのはNPB史上81人目、セ・リーグ40人目[57]。
  - 埼玉西武ライオンズの愛斗が対オリックス・バファローズ1回戦（ベルーナドーム）で、球団通算9500号となる本塁打を記録[58]。同試合ではオリックスの山下舜平大が2年目以降の選手では2リーグ制以降では史上初の開幕戦での初登板[59]を、茶野篤政が育成入団の新人としては史上初の開幕戦スタメン出場を記録[60]。またこの試合延長10回表無死から西武3番手として登板したヘスス・ティノコが、この回先頭打者のオリックス宗佑磨に本塁打を被弾。一軍初登板で先頭打者に本塁打被弾するのはNPB史上82人目、パ・リーグ42人目[57]。
  - 中日ドラゴンズの勝野昌慶が対読売ジャイアンツ1回戦（東京ドーム）で1球勝利を記録。開幕戦での達成は2019年の酒居知史以来NPB史上2人目で、セ・リーグでは初[61][62]。
  - 福岡ソフトバンクホークスの大関友久が対千葉ロッテマリーンズ1回戦（福岡PayPayドーム）で、育成選手出身としてNPB史上3人目の開幕戦先発、ならびに2021年の石川柊太に次ぐ史上2人目の開幕戦勝利を達成。育成出身左腕投手としてはいずれも史上初[63]。

### 4月
- 1日
  - 広島東洋カープが対東京ヤクルトスワローズ2回戦（明治神宮野球場）に0-1で敗れ、1988年の阪神タイガース以来セ・リーグ史上2チーム目、NPB史上7チーム目の開幕2試合連続完封負け[64]。新井貴浩監督はNPB史上初の開幕2試合連続完封負けを喫した新人監督となった[65]。
  - 福岡ソフトバンクホークス対千葉ロッテマリーンズ2回戦（福岡PayPayドーム）でソフトバンクが7-0で勝利し、球団として南海時代の1953年以来70年ぶりの開幕2試合連続完封勝利[66]。一方ロッテの開幕2試合連続完封負けは東京オリオンズ時代の1967年以来56年ぶりで[67]、パ・リーグでは2015年のオリックス・バファローズ以来8年ぶり5度目、NPB史上同日に記録した広島に次ぎ8度目で、前身を含めた同一球団が2度目の開幕2試合連続完封負けを喫するのは史上初[64]。吉井理人監督は同日先に記録した広島の新井貴浩監督と並び史上初の開幕2試合連続完封負けを喫した新人監督となった[65]。
- 2日
  - 広島東洋カープが対東京ヤクルトスワローズ3回戦（明治神宮野球場）に2-3で敗れ、2004年以来19年振りの開幕カード3連敗を記録[68]。新井監督は1999年の達川晃豊監督以来球団24年振りとなる新監督での開幕3連敗となった[69]。
  - 福岡ソフトバンクホークスが対千葉ロッテマリーンズ3回戦（福岡PayPayドーム）で5回まで無失点とし、南海時代の1953年以来の球団タイ記録となる開幕23イニング連続無失点を記録[70]。NPBでは1996年近鉄バファローズ（25イニング無失点）以来27年ぶり史上5度目、3位タイ、パ・リーグでは史上3度目、2位タイ[71]。試合は5-3でソフトバンクが勝利し、敗れたロッテ吉井監督は、同球団の新人監督として1999年の山本功児監督以来24年ぶりとなる開幕3連敗を喫した[71]。
- 4日
  - 福岡ソフトバンクホークス一軍監督の藤本博史が、実父の通夜参列のため同日の対オリックス・バファローズ1回戦（京セラドーム大阪）を欠場、ヘッドコーチの森浩之が監督代行をつとめる[72][73]。藤本は翌5日復帰[74]。
  - 阪神タイガースが対広島東洋カープ1回戦（マツダスタジアム）に5-4で勝利し、2008年以来15年振りの開幕4連勝[75]。敗れた広島の新井監督は、1973年の別当薫監督以来球団50年振りの新任監督での開幕4連敗を喫した[76]。
  - 東京ヤクルトスワローズが対中日ドラゴンズ1回戦（バンテリンドームナゴヤ）に1-0で勝利し、1999年に並ぶ球団史上2度目の開幕4連勝。開幕4試合で2失点は1リーグ時代の1943年に名古屋軍が記録して以来80年ぶりの最少タイ記録[77]。また、同試合で中日ドラゴンズの大野雄大が通算1500投球回を達成。史上183人目[78]。
- 5日
  - 東北楽天ゴールデンイーグルスの松井裕樹が史上9人目となる200セーブを史上最年少の27歳5か月で達成。通算445試合目での達成は高津臣吾（当時ヤクルト）の446試合を抜き史上4位[79]。また、同試合で浅村栄斗が史上76人目の通算300二塁打を[80]、敗戦投手となった西武の隅田知一郎が1959年から60年の田中喜八郎（当時西鉄）に並ぶ球団ワーストタイの11連敗をそれぞれ記録[81]。
  - 中日ドラゴンズが対東京ヤクルトスワローズ2回戦（バンテリンドームナゴヤ）に0-5で敗れ、球団史上初の開幕5戦で3度目の完封負け。また、開幕5戦連続でチーム本塁打が0なのは2000年以来球団23年ぶり[82]。一方、ヤクルトは球団新記録の開幕5連勝。1943年の名古屋軍と並び80年ぶりに、開幕5戦で4度目の完封勝利、ならびに開幕5試合で2失点のみのNPBタイ記録達成[83]。
  - 福岡ソフトバンクホークスの和田毅が対オリックス・バファローズ2回戦（京セラドーム大阪）で今季初勝利。42歳1か月での勝利は今井雄太郎の41歳9か月を超え球団最年長勝利記録。併せて登板、先発、先発勝利、奪三振の球団最年長記録も更新[84][85]。またこの試合の勝利により、ソフトバンクは京セラドームで2020年10月以来3シーズンぶり、10カードぶりのカード勝ち越しとなった[86]。
- 6日
  - 東北楽天ゴールデンイーグルスの田中将大がNPB通算1500奪三振を記録。史上59人目[87]。
  - 広島東洋カープが対阪神タイガース2回戦（マツダスタジアム）に3対0で降雨コールド勝利し、今季初勝利並びに新井貴浩監督初勝利を挙げると共に、マツダスタジアム通算500勝を達成[88]。同試合に先発登板した遠藤淳志は、球団史上初の降雨コールドでのプロ初完封勝利を記録した[89]。
- 7日
  - オリックス・バファローズは、育成選手の小野泰己と大里昂生を支配下登録すると発表。背番号は小野が59、大里が64[90]。
- 8日
  - 横浜DeNAベイスターズは、育成選手の櫻井周斗と松本隆之介を支配下登録することを発表。背番号は桜井が41、松本が40[91]。
  - 埼玉西武ライオンズの髙橋光成が対福岡ソフトバンクホークス1回戦（ひなたサンマリンスタジアム宮崎）2回に1イニング4奪三振を記録。NPB史上27人目（28度目）パ・リーグ史上12人目（13度目）、チーム史上4人目[92][93]。
- 10日
  - 読売ジャイアンツは、育成選手の髙橋優貴と支配下選手契約を締結したことを発表。背番号は47[94]。
- 11日
  - 横浜DeNAベイスターズの大原慎司ゲームアナリストグループリーダーの、投手コーチ補佐兼スコアラー兼マネジャーへの異動がセ・リーグから公示された[95]。
  - 千葉ロッテマリーンズの中村奨吾が通算1000試合出場を記録。史上519人目[96]。
  - 東京ヤクルトスワローズ対横浜DeNAベイスターズ1回戦（明治神宮野球場）の9回、ヤクルトの山本大貴がソロ本塁打を浴び、ヤクルトの救援投手が今季初失点。開幕からの救援投手連続無失点38回2/3はNPB新記録[97]。またこの試合でヤクルトが勝利したことにより、高津監督は監督として球団史上7人目の通算200勝を達成した[98]。
- 12日
  - 福岡ソフトバンクホークスの今宮健太が通算350犠打を記録。史上4人目で、31歳での達成は史上最年少[99]。
  - 読売ジャイアンツの坂本勇人が対阪神タイガース2回戦（東京ドーム）の2回に三振を喫し、王貞治を超え球団歴代最多の通算1320三振を記録[100]。
  - 東北楽天ゴールデンイーグルスの西垣雅矢が対オリックス・バファローズ2回戦（楽天モバイルパーク宮城）で頓宮裕真の頭部に死球を当て、今季両リーグ初の危険球退場処分を受けた[101]。
  - 埼玉西武ライオンズの隅田知一郎が対千葉ロッテマリーンズ2回戦（ベルーナドーム）で敗戦投手となり、1959年から1960年にかけ田中喜八郎が記録した11連敗を超え球団ワースト記録となる12連敗を記録[102]。
- 13日
  - 千葉ロッテマリーンズの西村天裕が対埼玉西武ライオンズ3回戦（埼玉県営大宮公園野球場）で2番手として登板し、初球を柘植世那の頭部に当て危険球退場処分。登板後初球の危険球退場処分は前年7月20日に福岡ソフトバンクホークスの笠谷俊介が記録して以来史上11人目で球団史上初。また、打者1人での危険球退場処分も球団史上初[103]。
- 14日
  - 埼玉西武ライオンズは、育成選手の古市尊と支配下選手契約を締結したことを発表。背番号は65[104]。
  - 読売ジャイアンツが対中日ドラゴンズ4回戦（バンテリンドームナゴヤ）に敗れ、高橋由伸監督時代の2018年6月9日以来1770日ぶり、原辰徳監督指揮下では2012年4月25日以来約11年ぶりとなるセ・リーグ単独最下位に転落[105][106]。
  - 東北楽天ゴールデンイーグルス対福岡ソフトバンクホークス1回戦（楽天モバイルパーク宮城）で楽天が3-0で勝利し、2022年5月13日の西武戦（ベルーナドーム）から続いていたチームの金曜日連敗を19で止めた[107]。一方10安打を放ちながら敗れたソフトバンクは、2012年9月19日の対西武戦（ヤフードーム）以来球団史上11シーズンぶりとなる「2桁安打を放ちながら無得点で敗退」を記録[108]。
- 16日
  - 東北楽天ゴールデンイーグルスの岸孝之が通算2000奪三振を記録。史上23人目[109]。
  - 読売ジャイアンツが対中日ドラゴンズ6回戦（バンテリンドームナゴヤ）に敗れ、北海道日本ハムファイターズと並び両リーグ最速の10敗目。開幕15試合を終えて10敗は2018年以来5年ぶりで、2リーグ制以降では球団ワーストタイ[110]。また、両リーグ最速の10敗は球団史上唯一の最下位となった1975年以来48年ぶり[111]。
  - 阪神タイガースが対横浜DeNAベイスターズ5回戦（横浜スタジアム）に敗戦。この敗戦により横浜スタジアムでは10連敗となり、1999年8月18日 - 2000年5月19日にかけて記録した球団ワースト記録に並んだ[112]。
- 17日
  - 読売ジャイアンツを昨年自由契約となっていた山口俊が、自身のInstagramで現役引退を正式に表明[113]。
- 18日
  - 読売ジャイアンツ対横浜DeNAベイスターズ4回戦（長崎ビッグNスタジアム）で、読売ジャイアンツの坂本勇人が9回に代打で出場し通算2000試合出場を記録。史上55人目[114]。試合はDeNAが2-0で勝利し、2000年5月2日～4日の阪神戦以来23年振りの同一カード3試合連続完封勝利、並びに1960年8月28日～30日以来63年振り2度目の巨人戦3試合連続完封勝利を記録[115]。敗れた巨人は、1971年7月15日、30日～31日の阪神戦以来52年振りの同一カード3試合連続完封負けを喫した[116]。
  - 東北楽天ゴールデンイーグルスの浅村栄斗が通算1000打点を記録。史上48人目[117]。
- 20日
  - オリックス・バファローズ対東北楽天ゴールデンイーグルス5回戦（京セラドーム大阪）で、楽天が太田光のソロ本塁打以外走者を一人も出せず3-1で敗戦。ソロ本塁打1安打のみでの完全試合回避は2005年5月20日のロッテ以来18年ぶり史上4度目[118]。
- 21日
  - 東北楽天ゴールデンイーグルスの田中将大が、日米通算2500奪三振を記録。史上4人目[119]。
  - 千葉ロッテマリーンズは、元テキサス・レンジャーズのシェルテン・アポステルと育成契約を締結したことを発表[120]。また、佐々木朗希が同日の対福岡ソフトバンクホークス4回戦（ZOZOマリンスタジアム）に先発登板し、7回を投げ無失点で開幕3戦3勝。シーズン初登板から全て無失点での3戦3勝は2007年に読売ジャイアンツの高橋尚成が記録して以来で、球団ではロッテオリオンズ時代の1969年に木樽正明が記録して以来54年振り且つ先発投手では史上初[121]。
- 22日
  - 阪神タイガースの村上頌樹が対中日ドラゴンズ2回戦（バンテリンドームナゴヤ）で、NPB史上初の無四死球・2桁奪三振の完封でのプロ初勝利を記録[122]。
- 23日
  - 埼玉西武ライオンズの栗山巧が通算1000四球を記録。史上17人目で球団史上初[123]。
- 27日
  - 横浜DeNAベイスターズは、育成選手の西巻賢二の支配下選手登録を発表。背番号は67[124]。
  - 広島東洋カープの菊池涼介が通算1500安打を記録。史上132人目[125]。
- 29日
  - 東京ヤクルトスワローズは、育成選手の丸山翔大の支配下選手登録を発表。背番号は68[126]。
  - 埼玉西武ライオンズの中村剛也がNPB史上初の通算2000三振を記録[127]。
- 30日
  - 横浜DeNAベイスターズが対中日ドラゴンズ5回戦（バンテリンドーム ナゴヤ）に完封勝利し、球団史上最多の4月16勝及び1960年8月以来63年振り2度目の月間7完封を記録[128]。
  - 埼玉西武ライオンズの西川愛也がNPB野手ワーストの60打席連続無安打を記録[129]。

### 5月
- 2日
  - 東北楽天ゴールデンイーグルスの岸孝之が通算150勝を記録。史上51人目[130]。
- 3日
  - オリックス・バファローズが対福岡ソフトバンクホークス5回戦（福岡PayPayドーム）で、2004年7月24日に大阪近鉄バファローズが対西武ライオンズ戦で記録して以来19年振り、球団では1978年6月7日のクラウンライターライオンズ戦以来45年振りとなる「先発出場選手全員の複数安打」を記録[131]。
  - 読売ジャイアンツの坂本勇人が史上初となる東京ドーム通算1000安打を記録[132]。
  - この日、阪神タイガースと読売ジャイアンツの2チームが6点差以上を逆転勝利。1日に2チームが6点差以上の逆転勝利を記録するのは、1リーグ時代の1949年11月21日に阪急ブレーブスと大阪タイガースが記録して以来74年振りで、2リーグ制後初[133]。
- 4日
  - 読売ジャイアンツは、育成選手の三上朋也と支配下選手契約を締結したと発表。背番号は69[134]。
- 5日
  - 読売ジャイアンツの坂本勇人が通算3500塁打を記録。 史上30人目[135]。
  - 東京ヤクルトスワローズ対横浜DeNAベイスターズ6回戦（明治神宮野球場）で、セ・リーグでは2007年7月11日の広島対ヤクルト以来16年ぶりとなる両チーム合計11本塁打[136]。同試合ではDeNAの佐野恵太が、神宮球場通算8000号本塁打を記録。同一球場での8000号本塁打は後楽園球場に続き2球場目[137]。
  - 千葉ロッテマリーンズ対福岡ソフトバンクホークス7回戦（ZOZOマリンスタジアム）で、ソフトバンクが球団最多記録の1試合19三振を記録。同試合では延長12回で両軍合計36三振を記録し、延長戦を含めた三振数では1993年7月6日の中日ドラゴンズ対ヤクルトスワローズ戦以来30年振りのNPBタイ記録となった[138]。
- 6日
  - 中日ドラゴンズのライデル・マルティネスが通算100セーブを記録。史上35人目、球団史上4人目で、キューバ出身では史上初[139]。
- 8日
  - 北海道日本ハムファイターズは、前BCリーグ・茨城アストロプラネッツのアレン・ハンソンの獲得を発表、背番号は94[140]。
- 9日
  - 阪神タイガースの村上頌樹が今季初失点。開幕からの31イニング連続無失点は、1963年の中井悦雄以来となるセントラル・リーグ最多タイ記録[141]。
  - この日行われた6試合全てが3時間未満で終了。全試合が3時間未満で終了するのは、2011年10月6日以来12年振り[142]。
- 10日
  - オリックス・バファローズが対東北楽天ゴールデンイーグルス7回戦（楽天モバイルパーク宮城）に勝利し、阪急ブレーブス時代の1984年以来39年振りの両リーグ20勝一番乗り[143]。
  - 東京ヤクルトスワローズの石川雅規が対阪神タイガース8回戦（阪神甲子園球場）で勝利投手となり、NPBタイ記録となる1年目からの22年連続勝利を記録[144]。
- 11日
  - 阪神タイガースの石井大智が対東京ヤクルトスワローズ9回戦（阪神甲子園球場）でプロ入り初勝利を記録。高等専門学校卒の選手が勝利投手となるのはNPB史上初[145]。
  - 読売ジャイアンツの坂本勇人が、球団記録を更新する通算423二塁打を記録[146]。
- 13日
  - 阪神タイガース一軍監督の岡田彰布が監督通算600勝を達成、史上25人目[147]。
- 14日
  - 読売ジャイアンツは、育成選手の平内龍太との支配下選手契約を発表。背番号は11[148]。
  - オリックス・バファローズの平野佳寿が、NPB初となる日米通算200ホールド&200セーブを記録[149]。
  - 中日ドラゴンズの村松開人が対東京ヤクルトスワローズ8回戦（明治神宮野球場）でプロ入り初本塁打となる満塁本塁打を記録。新人選手がプロ入り初本塁打を満塁本塁打で記録するのは球団史上初[150]。
- 15日
  - 読売ジャイアンツは、育成選手の中川皓太・松井颯との支配下選手契約締結を発表。背番号は中川が41、松井が93[151]。
- 16日
  - 広島東洋カープの秋山翔吾がNPB通算1500安打を記録。史上133人目[152]。
- 17日
  - 読売ジャイアンツの廣岡大志とオリックス・バファローズの鈴木康平の交換トレードが発表された[153]。
  - 広島東洋カープは、育成選手の中村貴浩との支配下選手契約締結を発表。背番号は97[154]。また、同日に九里亜蓮が通算1000投球回を記録。史上363人目[155]。
  - 横浜DeNAベイスターズのネフタリ・ソトがNPB通算150本塁打を記録。史上180人目[156]。
- 18日
  - 千葉ロッテマリーンズの益田直也がZOZOマリンスタジアム通算100セーブを記録。同一球場での通算100セーブはNPB史上4人目で、パ・リーグ史上初[157]。
- 19日
  - 阪神タイガースの佐藤輝明が球団通算8000号となる本塁打を記録[158]。
  - オリックス・バファローズは、育成選手のレアンドロ・セデーニョと支配下契約を結んだことを発表。背番号は40[159]。
- 20日
  - 北海道日本ハムファイターズの宮西尚生が、NPB新記録の初登板から824試合連続リリーフ登板を記録[160]。
- 21日
  - 読売ジャイアンツの松井颯が、対中日ドラゴンズ11回戦（東京ドーム）でプロ入り初登板初勝利を記録。育成出身の新人投手の初登板初勝利は、2018年8月1日にソフトバンク（当時）の大竹耕太郎が記録して以来、NPB史上2人目[161]。
- 24日
  - 東北楽天ゴールデンイーグルスの島内宏明が通算100本塁打を記録。NPB史上307人目で、球団生え抜き選手では史上初[162]。
  - 福岡ソフトバンクホークスの和田毅が通算2000投球回を記録。NPB史上93人目で、42歳3ヶ月での達成は2016年の黒田博樹の41歳6ヶ月を上回る史上最年長。また、球団では1972年の三浦清弘以来4人目で、左腕では球団史上初[163]。
  - 北海道日本ハムファイターズの上沢直之が通算1000投球回を記録。NPB史上364人目[164]。
  - 中日ドラゴンズは、MLBニューヨーク・メッツ傘下3Aに在籍するウンベルト・メヒアの獲得を発表[165]。背番号は91[166]。
- 26日
  - 東北楽天ゴールデンイーグルスは、今江敏晃二軍打撃コーチが一軍打撃コーチに、雄平一軍打撃コーチが二軍打撃コーチにそれぞれ配置転換される事を発表した[167]。
- 27日
  - 阪神タイガースが対読売ジャイアンツ7回戦（阪神甲子園球場）に勝利し、5月2度目の7連勝を記録。月間2度の7連勝以上は2016年5月にソフトバンクが記録して以来で、セ・リーグでは1968年8月の阪神以来、55年振り2度目[168]。
- 30日
  - 日本生命セ・パ交流戦が開幕[169]。
  - 阪神タイガースが球団史上最多タイ記録となる月間19勝目、並びに2007年8月30日～9月9日以来16年振りの9連勝を記録[170]。
  - この日行われた各試合で、万波中正（北海道日本ハムファイターズ）、牧秀悟（横浜DeNAベイスターズ）、浅村栄斗（東北楽天ゴールデンイーグルス）がシーズン2桁本塁打を記録。同じ日にセ・パ両リーグで3人の選手が最初にシーズン2桁本塁打に到達したのはNPB史上初[171]。
  - 中日ドラゴンズの橋本侑樹が対福岡ソフトバンクホークス1回戦（福岡PayPayドーム）で3者連続死球を記録。1イニング3死球は2020年7月5日にオリックスの山本由伸が記録して以来史上12人目のNPBタイ記録で、3連続死球は2014年7月4日に中日の田島慎二が記録して以来史上3人目[172]。また、この試合で福岡ソフトバンクホークス一軍監督の藤本博史が監督通算100勝を達成[173]。
  - 東京ヤクルトスワローズが11連敗。全試合3点差以内での11連敗は2リーグ制後初[174]。
- 31日
  - 読売ジャイアンツの坂本勇人がNPB史上初の遊撃手通算2000試合出場を記録[175]。
  - 北海道日本ハムファイターズ対東京ヤクルトスワローズ2回戦（エスコンフィールドHOKKAIDO）で、日本ハムの加藤豪将がNPB初本塁打を含む2打席連続本塁打を記録。新人選手による初本塁打を含む2打席連続本塁打は2019年8月10日にDeNA（当時）の伊藤裕季也が記録して以来で、パ・リーグでは1985年4月16日に横田真之が記録して以来38年振り。また、球団では東急フライヤーズ時代の1950年5月31日に保井浩一が記録して以来73年振り[176]。試合は日本ハムが勝利し、敗れたヤクルトは前年優勝チームとしては史上初の12連敗を喫した[177]。

### 6月
- 1日
  - 横浜DeNAベイスターズの宮崎敏郎が通算1000試合出場を記録。史上520人目で、球団の名称改称後にドラフト入団した選手では史上初[178]。
  - 千葉ロッテマリーンズの西村天裕が対読売ジャイアンツ3回戦（ZOZOマリンスタジアム）で、球団新記録の開幕から19試合連続無失点を記録[179]。
  - オリックス・バファローズの山下舜平大が、球団史上初且つ2015年の高木勇人以来NPB史上2人目となるプロ初登板から先発登板のみでの5連勝を記録[180]。また、この試合でオリックス・バファローズ一軍監督の中嶋聡が監督通算200勝を達成した[181]。
- 2日
  - 福岡ソフトバンクホークスの佐藤直樹が、球団最長かつNPB野手ワーストタイ（史上3人目）となる9打席連続三振を記録[182]。
- 4日
  - 東北楽天ゴールデンイーグルスの炭谷銀仁朗が通算1500試合出場を記録。史上203人目[183]。
  - 横浜DeNAベイスターズの山崎康晃が横浜スタジアム通算100セーブを記録。同一球場での通算100セーブはNPB史上5人目[184]。
  - 北海道日本ハムファイターズの加藤豪将が、NPB新記録となるデビュー戦から8戦連続安打を記録[185]。
  - この日、中日ドラゴンズの髙橋宏斗、阪神タイガースの才木浩人、オリックス・バファローズの宮城大弥、千葉ロッテマリーンズの佐々木朗希の4投手が2桁奪三振を記録。一日に4人以上が2桁奪三振を記録するのは、1995年4月15日に小宮山悟、工藤公康、今中慎二、桑田真澄、山部太の5人が記録して以来、28年振り4度目[186]。
- 6日
  - 福岡ソフトバンクホークスのリバン・モイネロが、史上20回目となる三者連続三球三振を記録。モイネロがこの記録を達成したのは2回目で、2回以上達成したのは1954年と1957年に達成した梶本隆夫に次いで史上2人目となった[187]。
- 7日
  - 読売ジャイアンツが対オリックス・バファローズ2回戦（京セラドーム大阪）に勝利し、史上5球団目かつセ・リーグ球団初の交流戦通算200勝に到達[188]。
- 13日
  - 福岡ソフトバンクホークスは、昨季まで在籍していたアルフレド・デスパイネを再獲得したことを発表。背番号は25 [189]。
  - オリックス・バファローズ一軍監督の中嶋聡が体調不良のため、水本勝己一軍ヘッドコーチが監督代行を務めることが発表された[190]。
  - 中日ドラゴンズの髙橋宏斗が、セ・リーグの選手では交流戦史上最年少となる20歳10カ月で完封勝利を挙げた[191]。
- 14日
  - 阪神タイガースの西勇輝が対オリックス・バファローズ2回戦（阪神甲子園球場）で勝利投手となり、NPB史上20人目の12球団からの勝利を記録[192]。
  - 読売ジャイアンツの中田翔が通算1500安打を記録。NPB史上134人目[193]。
- 16日
  - 千葉ロッテマリーンズの益田直也が通算200セーブを記録。史上10人目で、初登板から672試合目での達成は史上最長[194]。
- 17日
  - オリックス・バファローズの森友哉が対東京ヤクルトスワローズ2回戦（明治神宮野球場）で本塁打を放ち、NPB史上20人目の12球団本塁打を記録[195]。
- 18日
  - 福岡ソフトバンクホークスの大津亮介が対阪神タイガース3回戦（阪神甲子園球場）0-0の6回裏1死1、2塁で2番手として登板、初球でヨハン・ミエセスを併殺打に打ち取り、直後の7回表にソフトバンクが先制、そのまま9-0で勝利しプロ初勝利。投球数1球での勝利はNPB史上47人目、パ・リーグ史上23人目で、1球でプロ初勝利を挙げたのはNPB史上8人目、パ・リーグ史上5人目[196]。
- 19日
  - 北海道日本ハムファイターズの宇佐見真吾・齋藤綱記と、中日ドラゴンズの郡司裕也・山本拓実の2対2の交換トレード成立を両球団が発表[197]。
  - 北海道日本ハムファイターズは、前テキサス・レンジャーズ傘下3Aのジェームス・マーベルの獲得を発表[198]。
  - 北海道日本ハムファイターズが対横浜DeNAベイスターズ3回戦（横浜スタジアム）に勝利した事により、パ・リーグがセ・リーグとの交流戦対戦成績を54勝50敗2分けとし、2試合を残して4年ぶりの勝ち越し決定[199]。
- 20日
  - 東北楽天ゴールデンイーグルスが対東京ヤクルトスワローズ3回戦（明治神宮野球場）に敗れたことにより、前日に日程を終了していた横浜DeNAベイスターズの交流戦初優勝が決定[200]。前年のヤクルトに続き、交流戦史上初めてセ・リーグチームが2年連続で優勝。
- 23日
  - オリックス・バファローズの山本由伸が、対福岡ソフトバンクホークス10回戦（福岡PayPayドーム）で先発登板し6回101球4失点。これにより、100試合連続となる「5回以上」の投球を達成。ダルビッシュ有（当時北海道日本ハムファイターズ）が2007年からMLB移籍直前の2011年まで2試合の救援登板を挟み118試合連続で記録して以来[201]。
- 25日
  - 阪神タイガースが対横浜DeNAベイスターズ11回戦（横浜スタジアム）に敗れ、同シーズン横浜スタジアム5連敗とともに、前シーズンから続く同球場における連敗が13となり、チームとして1999年-2000年のナゴヤドーム以来となる同一球場における連敗記録ワースト2位タイ（ワースト1位は1976年-1992年にかけ札幌市円山球場で記録した16連敗（2引分を挟む）のため、12球団の本拠地球場としては1位タイ）となる[202]。
- 27日
  - 千葉ロッテマリーンズの佐藤都志也が、対オリックス・バファローズ9回戦（京セラドーム大阪）で捕手ゲーム6補殺のNPBタイ記録。史上8人目、パ・リーグ3人目[203]。
- 28日
  - 福岡ソフトバンクホークスの柳田悠岐が通算250本塁打を記録。NPB史上69人目[204]。
- 30日
  - 北海道日本ハムファイターズは、ジョン・ガントとコナー・メネズの退団を発表。両選手は同日NPBから自由契約として公示された[205]。
  - 読売ジャイアンツ対阪神タイガース9回戦（東京ドーム）で、阪神タイガースの近本光司が令和6000号本塁打となる先頭打者本塁打を記録[206]。また同じ試合で、読売ジャイアンツの岸田行倫が延長10回裏にサヨナラ本塁打を記録。同一試合で初回先頭打者本塁打とサヨナラ本塁打が記録されたのはNPB史上30度目[207]。

### 7月
- 1日
  - 読売ジャイアンツは、新外国人選手のアルベルト・バルドナードと契約したことを発表。背番号は49[208]。
- 2日
  - 東北楽天ゴールデンイーグルスの鈴木大地が通算1500試合出場を記録。史上204人目[209]。
- 3日
  - 読売ジャイアンツの石川慎吾と千葉ロッテマリーンズの小沼健太のトレードを両球団が発表。背番号は小沼が92[210]、石川が50[211]。
  - 新型コロナウイルスの感染拡大防止特例のうち、感染の疑いや体調不良がある場合に出場選手登録を抹消された選手を10日間経過せず再登録できる規則については2023年シーズン限りで廃止されることが決まった。その他の出場選手登録数（29人→31人）、ベンチ入りメンバーの数（25人→26人）、外国人選手の出場選手登録数（4人→5人）の特例の2024年シーズン以降の扱いについては未定[212][213]。
- 4日
  - 東北楽天ゴールデンイーグルス対オリックス・バファローズ11回戦（東京ドーム）で、オリックスの頓宮裕真、楽天の浅村栄斗が満塁本塁打を記録。1試合で両チームに満塁本塁打が記録されるのは、2010年8月21日のオリックス・バファローズ対千葉ロッテマリーンズ戦でオリックスのフランシスコ・カラバイヨ、ロッテの井口資仁が記録して以来NPB史上13年振り16度目[214]。
- 5日
  - 読売ジャイアンツの梶谷隆幸が通算1000試合出場を記録。史上521人目[215]。
- 6日
  - 埼玉西武ライオンズの中村剛也が対千葉ロッテマリーンズ12回戦（東京ドーム）に4番・指名打者で先発出場し、史上56人目となる通算2000試合出場を記録。中村はプロ初出場も4番で先発出場しており、初出場と2000試合目が共に先発4番なのは史上初[216]。また、同期で同じく高校卒入団の栗山巧は既に2000試合出場を達成しており、高校卒の同期選手2人が一度も移籍せず2000試合出場を達成するのも史上初となった[217]。
- 7日
  - 横浜DeNAベイスターズの今永昇太が対読売ジャイアンツ11回戦（東京ドーム）で、1979年5月27日の遠藤一彦、2009年9月5日のスティーブン・ランドルフと並ぶ球団最多タイの1試合15奪三振を記録[218]。
- 11日
  - 中日ドラゴンズの石川昂弥が対東京ヤクルトスワローズ12回戦（明治神宮野球場）で、球団通算9000号となる本塁打を記録[219]。
  - 東北楽天ゴールデンイーグルスの先発投手に6試合連続で勝利がついたが、これは球団新記録となった[220][221]。
- 13日
  - 東京ヤクルトスワローズは、MLBタンパベイ・レイズからDFAとなっていたエルビン・ロドリゲスを獲得したことを発表。背番号は37[222]。また、キオーニ・ケラを自由契約としたことを発表した[223]。
- 14日
  - 東京ヤクルトスワローズは、育成選手の山野太一を支配下登録したことを発表。背番号は26[224]。
- 15日
  - 北海道日本ハムファイターズが対埼玉西武ライオンズ12回戦（ベルーナドーム）に0-1で敗れ、1969年の東映フライヤーズを上回るプロ野球ワーストの7試合連続1点差負けを記録[225]。
- 16日
  - 中日ドラゴンズ一軍監督の立浪和義が監督通算100勝を達成[226][227]。
- 17日
  - 福岡ソフトバンクホークスは、育成選手の木村光を支配下選手登録したことを発表。背番号は68[228]。また、チームは同日の対オリックス・バファローズ15回戦（福岡PayPayドーム）に0-3で敗れ、1996年以来27年振りの9連敗、球団初の3カード連続3連敗及び2リーグ制以降の球団ワーストとなる8試合連続2得点以下を記録した[229]。
- 18日
  - 中日ドラゴンズの髙松渡と埼玉西武ライオンズの川越誠司の交換トレードが成立したことを両球団が発表[230]。
- 19日
  - 阪神タイガースは、前MLBニューヨーク・ヤンキース傘下3Aのコルテン・ブルワーと契約を結んだことを発表。背番号は98[231]。
  - 東北楽天ゴールデンイーグルスは、永井怜二軍投手コーチを一軍に、小山伸一郎一軍投手コーチを二軍にそれぞれ配置転換することを発表[232]。
  - マイナビオールスター第1戦（バンテリンドームナゴヤ）で、万波中正（北海道日本ハムファイターズ）が、7回表1死無走者の初打席で清水昇（東京ヤクルトスワローズ）からソロ本塁打。オールスターゲーム初出場初打席の本塁打は、2017年第2戦の小林誠司（読売ジャイアンツ）以来史上18人目、球団では2012年第1戦の陽岱鋼以来球団4人目[233]。
- 21日
  - 埼玉西武ライオンズは、育成選手の豆田泰志との支配下選手契約締結を発表。背番号は70[234]。
- 22日
  - 福岡ソフトバンクホークスが対千葉ロッテマリーンズ11回戦（ZOZOマリンスタジアム）に敗れ、南海ホークス時代の1985年以来38年振りの10連敗を記録。引き分けを挟まない10連敗は球団史上初[235]。
  - 北海道日本ハムファイターズが対オリックス・バファローズ12回戦（ほっともっとフィールド神戸）に敗れ、2005年5月28日～6月11日（2引き分けを挟む）以来18年振りの11連敗を記録[236]。
  - 上記の通り、同時に2チームが2桁連敗を喫したのは、1968年8月3日に広島東洋カープが11連敗、東映フライヤーズが10連敗して以来55年ぶり。他に1950年4月9～12日には国鉄スワローズと阪急ブレーブスが同時に2桁連敗しているが、同一リーグの2球団が同時に2桁連敗を喫するのはNPB史上初[237]。
- 23日
  - 横浜DeNAベイスターズは、育成選手の上甲凌大と支配下選手契約を結ぶことを発表。背番号は66[238]。
  - 北海道日本ハムファイターズが対オリックス・バファローズ13回戦（ほっともっとフィールド神戸）に敗れ、1984年7月から8月にかけ3引分を挟む14連敗を記録して以来39年ぶり2度目となる球団ワースト2位の12連敗を記録[239]。
  - 福岡ソフトバンクホークスが対千葉ロッテマリーンズ12回戦（ZOZOマリンスタジアム）に敗れ、1969年6月に1引分を挟む15連敗を喫して以来54年ぶり球団史上3度目の11連敗を記録。また連敗開始時点で首位にいたチームが11連敗を喫したのは、2015年に横浜DeNAベイスターズが12連敗を喫して以来NPB史上3度目、パ・リーグでは史上初[240]。
- 26日
  - オリックス・バファローズは、育成選手の平野大和を支配下登録選手とすることを発表、背番号は68[241]。
  - 東北楽天ゴールデンイーグルスは育成選手の辰見鴻之介の支配下選手登録を発表、背番号は78[242]。
  - 東京ヤクルトスワローズの西浦直亨と横浜DeNAベイスターズの阪口皓亮の交換トレードを両球団が発表[243]。背番号は西浦が39[244]、阪口が58[243]。
  - 中日ドラゴンズは前ニューヨーク・ヤンキース傘下のマイケル・フェリスとの契約を発表、背番号は93[245]。また、育成選手の樋口正修を支配下選手登録することも発表、背番号は97[246]。
  - 広島東洋カープの栗林良吏が対東京ヤクルトスワローズ14回戦（マツダスタジアム）の7回に青木宣親の頭部に死球を投じたため、危険球退場処分となった[247]。
- 27日
  - 埼玉西武ライオンズは前年に横浜DeNAベイスターズでプレーしたブルックス・クリスキー（前カンザスシティ・ロイヤルズ）との契約を発表、背番号は99[248]。
  - 千葉ロッテマリーンズは、育成選手の澤田圭佑との支配下選手契約締結を発表、背番号は66[249]。
- 28日
  - 読売ジャイアンツは、育成選手の高木京介を支配下選手登録したことを発表。背番号は57[250]。
  - 福岡ソフトバンクホークスは、前MLBボルチモア・オリオールズ傘下3Aのダーウィンゾン・ヘルナンデスを獲得したことを発表。背番号は61[251]。
  - 東京ヤクルトスワローズの青木宣親がNPB通算1000得点を記録。史上46人目[252]。
- 29日
  - 千葉ロッテマリーンズは、前MLBミルウォーキー・ブルワーズ傘下3Aのマイク・ブロッソーを獲得したことを発表。背番号は72[253]。
  - 東京ヤクルトスワローズの小川泰弘が対横浜DeNAベイスターズ14回戦（明治神宮野球場）で通算1500投球回に到達、史上184人目[254]。
- 30日
  - 北海道日本ハムファイターズは育成選手の王柏融を支配下登録選手とすることを発表、背番号は99[255]。

### 8月
- 4日
  - 中日ドラゴンズが対東京ヤクルトスワローズ15回戦（バンテリンドーム ナゴヤ）に勝利し、史上4球団目の球団通算5500勝を記録[256]。また、この試合では中日の岡林勇希がセ・リーグ記録に並ぶ1試合2三塁打を達成した[257]。
  - 埼玉西武ライオンズの中村剛也が通算3500塁打を達成、史上31人目[258]。
- 5日
  - オリックス・バファローズが対埼玉西武ライオンズ16回戦（ベルーナドーム）に勝利し、史上5球団目の球団通算5500勝を記録[259]。
- 6日
  - 横浜DeNAベイスターズの伊藤光が通算1000試合出場を記録。史上522人目[260]。
  - 読売ジャイアンツの中田翔が通算300号本塁打を記録。史上45人目で、平成生まれでは史上初[261]。
- 9日
  - 福岡PayPayドームで予定されていた福岡ソフトバンクホークス対東北楽天ゴールデンイーグルス14回戦が、台風6号接近による交通機関への影響と観客の安全に配慮し中止。同球場で台風接近により公式戦が中止となるのは、2007年8月2日のソフトバンク対オリックス・バファローズ戦以来約16年ぶり[262]。屋根付き球場における台風による公式戦中止は、2019年10月12日、令和元年東日本台風（台風19号）により、セ・リーグクライマックスシリーズ読売ジャイアンツ対阪神タイガース（東京ドーム）、パ・リーグクライマックスシリーズ埼玉西武ライオンズ対ソフトバンク（メットライフドーム）両試合が中止となって以来約3年10か月ぶり。
  - 東京ヤクルトスワローズの北村恵吾が対広島東洋カープ17回戦（明治神宮野球場）で、プロ入り初安打となる満塁本塁打を記録。プロ初安打が満塁本塁打となるのは、2014年10月2日に梅田尚通（埼玉西武ライオンズ）が記録して以来NPB史上5人目、新人では1967年6月6日に槌田誠（読売ジャイアンツ）が記録して以来以来史上3人目。また、北村はこの日新人では1985年7月2日の広沢克己と並び球団最多タイの1試合6打点を記録した[263]。
- 11日
  - 東北楽天ゴールデンイーグルス対オリックス・バファローズ17回戦（楽天モバイルパーク宮城）で、楽天側の試合道具が事故渋滞に巻き込まれて試合開始に間に合わず、開始が1時間45分遅れとなるトラブルが発生[264]。
- 12日
  - 広島東洋カープの菊池涼介が通算1500試合出場を記録、史上205人目[265]。
  - 阪神タイガースが対東京ヤクルトスワローズ18回戦（京セラドーム大阪）に勝利し、今季2度目の9連勝。シーズン2度の9連勝は1リーグ時代の1937年秋以来球団86年振り。また、この日の勝利で1968年の記録を55年振りに更新する長期ロード9連勝となった[266]。
- 15日
  - 台風7号接近に伴い、オリックス・バファローズ対福岡ソフトバンクホークス18回戦（京セラドーム大阪）、中日ドラゴンズ対読売ジャイアンツ17回戦（バンテリンドームナゴヤ）の両試合が中止。台風接近による試合中止は、京セラドームでは2014年10月13日、クライマックスシリーズファーストステージ第3戦・対北海道日本ハムファイターズ戦以来約9年ぶり、バンテリンドームでは2018年9月30日、対阪神タイガース戦以来約5年ぶり[267][268]。
- 16日
  - 東京ヤクルトスワローズの村上宗隆が明治神宮野球場での対横浜DeNAベイスターズ17回戦の2回裏に23号本塁打を放ち、これが史上7球団目の球団通算8500本塁打となる[269]。
- 17日
  - 千葉ロッテマリーンズの美馬学が通算1000奪三振を記録。史上155人目[270]。
- 18日
  - 福岡ソフトバンクホークス対埼玉西武ライオンズ16回戦（福岡PayPayドーム）で、ソフトバンクの石川柊太が史上88人目（99度目）、育成選手出身では史上2人目のノーヒットノーランを達成[271]。また、同試合では柳田悠岐が史上135人目の通算1500安打を球団史上最速の1358試合目で記録した[272]。なお敗れた西武は前年から2シーズンで3投手にノーヒットノーランを許したが[273]、これは1940年から1941年にかけ3投手にノーヒットノーランを喫した名古屋軍（現中日）[274]に続き82年ぶりNPB史上2球団目のワーストタイ記録[275]。
  - 川口亘太審判員が、東京ヤクルトスワローズ対中日ドラゴンズ18回戦（明治神宮野球場）で二塁塁審を務め、通算2500試合出場を達成。NPB審判員として史上47人目、現役では3人目[276]。
  - 東北楽天ゴールデンイーグルスの浅村栄斗が通算3000塁打達成。NPB史上62人目[277]。
- 22日
  - オリックス・バファローズの森友哉が通算1000試合出場を達成。NPB史上523人目[278]。
- 23日
  - 福岡ソフトバンクホークスのダーウィンゾン・ヘルナンデスが、対千葉ロッテマリーンズ18回戦（ZOZOマリンスタジアム）で来日初登板し、先頭打者のグレゴリー・ポランコに本塁打を被弾。一軍初登板で先頭打者に本塁打を被弾するのはNPB史上83人目、パ・リーグ43人目[57]。
- 25日
  - 東京ヤクルトスワローズは高津臣吾一軍監督の来季続投を発表[279]。
- 26日
  - 中日ドラゴンズの大島洋平が通算2000安打を記録。史上55人目で、大学・社会人経由の選手では史上4人目[280]。
- 27日
  - 中日ドラゴンズは、この日豊橋市民球場でナイトゲームで開催予定だったウエスタン・リーグの中日対オリックス戦が、落雷により同球場の電気設備が故障したため中止することを発表[281]。
- 28日
  - NPBは、東京ヤクルトスワローズのレイネル・エスピナルを自由契約選手として公示したことを発表[282]。
- 29日
  - 横浜DeNAベイスターズの桑原将志が通算1000試合出場を記録。史上524人目[283]。

### 9月
- 1日
  - 読売ジャイアンツの岡本和真が通算200本塁打を記録。史上114人目[284]。
- 2日
  - 読売ジャイアンツの北村拓己が対横浜DeNAベイスターズ20回戦（横浜スタジアム）の8回裏に投手として登板。野手の登板は2020年8月7日の阪神タイガース対読売ジャイアンツ戦（阪神甲子園球場）で巨人の増田大輝が8回裏一死から登板して以来3年振り[285]。また、同試合では前年のドラフト会議で巨人に支配下選手として入団したルーキー5人が試合に出場。新人5人が一軍の同じ試合に出場するのは、球団では1962年9月29日の対大洋ホエールズ戦以来で、ドラフト制後では球団史上初[286]。
- 8日
  - 福岡ソフトバンクホークスの武田翔太が通算1000投球回を記録。史上366人目[287]。
- 9日
  - 東京ヤクルトスワローズの小川泰弘が通算100勝を記録。史上142人目[288]。
  - オリックス・バファローズの山本由伸が対千葉ロッテマリーンズ19回戦（ZOZOマリンスタジアム）でノーヒットノーランを達成。NPB史上100度目、パ・リーグ35度目で、1人で複数回達成したのは1972年4月29日に3度目を達成した外木場義郎（広島東洋カープ）以来51年ぶり10人目、パ・リーグでは1971年9月9日に2度目を達成した鈴木啓示（近鉄バファローズ）以来52年ぶり2人目で、2年連続の達成は1940年、1941年に達成した亀田忠（イーグルス→黒鷲軍）以来82年ぶり3人目[注 1]、2リーグ制以降は史上初[289]。
- 10日
  - オリックス・バファローズの森友哉が通算1000安打を記録。史上316人目[290]。
  - 中日ドラゴンズが対読売ジャイアンツ21回戦（東京ドーム）で敗れ、3年連続となる4位以下が確定[291]。
- 11日
  - セ・リーグは、2023年公式戦タイトルパートナーのJERAが、同年クライマックスシリーズにおいても冠協賛することを発表。大会名称は「2023 JERA クライマックスシリーズ セ」となる[292]。
- 12日
  - 阪神タイガースが対読売ジャイアンツ21回戦（阪神甲子園球場）に1-0で勝利し、1955年、1990年の読売ジャイアンツに次ぎ史上3度目、かつ球団史上初のシーズン3回目の9連勝以上を記録。9連勝中は全て先発投手に勝ち星が付いており、これは1968年8月18日 - 31日以来55年振り[293]。また、この日の試合に勝利したことで、12球団最速となるクライマックスシリーズ進出が決定した[294]。
- 13日
  - 横浜DeNAベイスターズの今永昇太が通算1000奪三振を記録。史上156人目[295]。
  - 阪神タイガースが対読売ジャイアンツ22回戦（阪神甲子園球場）に4-0で勝利し、2位以上が確定。また、球団としては1963年以来60年ぶりとなる10試合連続先発投手勝利[296]。
- 14日
  - 阪神タイガースが対読売ジャイアンツ23回戦（阪神甲子園球場）に4-3で勝利し、18年ぶり6度目となるセントラル・リーグ優勝が決定。9月14日のリーグ優勝決定は2003年を上回り球団史上最速[297]。同試合では佐藤輝明が史上7人目、且つ左打者ではNPB史上初となる新人からの3年連続20本塁打を達成した[298]。
  - 東北楽天ゴールデンイーグルスの浅村栄斗が対オリックス・バファローズ19回戦（楽天モバイルパーク宮城）に「4番・二塁」でスタメン出場し、松井稼頭央のパ・リーグ最多記録を更新する1144試合連続出場を記録[299]。
  - 東京ヤクルトスワローズが対広島東洋カープ24回戦（明治神宮野球場）で敗れ、3年ぶりとなる4位以下が確定[300]。
- 15日
  - 中日ドラゴンズは、谷元圭介・堂上直倫・福田永将・大野奨太の4選手の現役引退を発表[301]。
- 16日
  - 北海道日本ハムファイターズの万波中正が、対福岡ソフトバンクホークス第21回戦（エスコンフィールド北海道）で、1回裏に石川柊太から先頭打者本塁打、9回裏にロベルト・オスナからサヨナラ本塁打を放つ。1試合で同じ選手が先頭打者本塁打とサヨナラ本塁打を放つのは、1993年10月13日に中日ドラゴンズのアロンゾ・パウエルが記録して以来NPB史上30年ぶり2度目[302]。
  - 中日ドラゴンズが対読売ジャイアンツ23回戦（バンテリンドームナゴヤ）で、初回先頭打者岡林勇希のソロ本塁打による1点のみでいわゆるスミ1勝利。NPBにおける初回先頭打者本塁打による1-0勝利は、2020年9月13日の埼玉西武ライオンズ[注 2]以来史上20度目、セ・リーグ史上10度目で、1回裏の先頭打者本塁打による1-0試合に限ると史上13度目、セ・リーグ史上7度目。中日の初回先頭打者本塁打の得点のみによる勝利、巨人の初回先頭打者被本塁打の失点のみによる敗戦はともにチーム史上初[303]。
  - 広島東洋カープの會澤翼が通算1000試合出場を記録。史上525人目[304]。
- 17日
  - オリックス・バファローズが対東北楽天ゴールデンイーグルス21回戦（京セラドーム大阪）に6-4で勝利し、クライマックスシリーズ進出が決定[305]。
- 18日
  - オリックス・バファローズが対東北楽天ゴールデンイーグルス22回戦（京セラドーム大阪）に6-3で勝利し、2位以上が確定、同時に福岡ソフトバンクホークスの優勝可能性が消滅。ソフトバンクが3シーズン連続でリーグ優勝を逃すのは、2004年（ダイエー時代）から2009年まで6シーズン連続で優勝を逃して以来14シーズンぶり。
  - 北海道日本ハムファイターズの木村文紀が今季限りでの現役引退を発表[306]。
- 19日
  - 北海道日本ハムファイターズは谷内亮太の今季限りでの現役引退を発表[307]。
- 20日
  - オリックス・バファローズが対千葉ロッテマリーンズ22回戦（京セラドーム大阪）に6-2で勝利し、3年連続15度目となるパシフィック・リーグ優勝が決定[308]。
- 21日
  - 横浜DeNAベイスターズは、藤田一也が現役引退することを発表[309]。
- 22日
  - 東京ヤクルトスワローズは、荒木貴裕が現役引退することを発表[310]。
- 24日
  - 読売ジャイアンツの坂本勇人が通算1000打点を記録。史上49人目で、2095試合での達成は史上4番目となるスローペース達成[311]。
  - 北海道日本ハムファイターズが対東北楽天ゴールデンイーグルス23回戦（楽天モバイルパーク）に3-1で敗れ、5年連続となる4位以下が確定[312]。
- 25日
  - 読売ジャイアンツが対横浜DeNAベイスターズ23回戦（横浜スタジアム）に敗れ、広島東洋カープのクライマックスシリーズ進出が決定[313]。またこの試合4回裏にDeNA宮﨑敏郎が盗塁を記録し、出場1075試合目にして初盗塁成功、皆川睦雄（南海ホークス）の731試合目を上回る最も遅い初盗塁成功記録となる[314]。
- 26日
  - 千葉ロッテマリーンズの本拠地試合で33年にわたって場内アナウンスを担当して来た谷保恵美が、今季限りでの引退を発表[315][注 3][316]。
- 27日
  - オリックス・バファローズが、この日京セラドーム大阪で開催された対福岡ソフトバンクホークス24回戦で2万6320人を動員、今季の主催公式戦の入場者数が181万3565人となり、リーグ戦主催試合5試合を残し、1996年の179万6000人を上回る球団最多入場者数達成[317]。
  - 北海道日本ハムファイターズは、新庄剛志監督が翌年も続投することを発表。チームは同日行われた対千葉ロッテマリーンズ第24回戦（エスコンフィールド北海道）で敗れ、1974・1975年以来球団史上48年ぶりとなる2年連続最下位が決定[318]。またこの試合でロッテの益田直也がNPB史上18人目となる通算700試合登板を記録。プロ12年目での到達は、1962年金田正一（国鉄スワローズ）、2011年岩瀬仁紀（中日ドラゴンズ）ら4人の13年目を抜いて最速。1度も先発登板がない700試合連続救援は2016年五十嵐亮太（福岡ソフトバンクホークス）、2020年宮西尚生（北海道日本ハムファイターズ）に次いで3人目[319]。
- 28日
  - 読売ジャイアンツは、松田宣浩が現役引退することを発表[320]。
  - 広島東洋カープは、一岡竜司が現役引退することを発表[321]。
  - 中日ドラゴンズは、「ファイナルシリーズ」と銘打って開催した9月24・25日の対阪神タイガース2連戦（バンテリンドームナゴヤ）の事前PRで使用したロゴデザインが、3人組バンドback numberが自身のツアー"in your humor tour 2023"で使用したロゴのデザインに酷似していると指摘され、事実確認の結果、同デザインを模倣したことを認め、ファイナルシリーズ開催前に、使用していた全てのロゴデザインを取り下げる措置を取っていたことを公表、謝罪文を発表[322]。
- 29日
  - 福岡ソフトバンクホークスの有原航平が対西武ライオンズ25回戦（福岡PayPayドーム）で勝利投手となりシーズン10勝目を記録。MLBからNPB復帰初年度の投手が2桁勝利を挙げるのは、2016年に15勝を挙げた和田毅（ソフトバンク）以来7年ぶり史上5人目[323]。
  - 横浜DeNAベイスターズが対阪神タイガース25回戦（横浜スタジアム）に勝利し、2年連続5度目のクライマックスシリーズ進出が決定。同時に読売ジャイアンツの4位が確定し、2005・2006年に続き球団史上2度目となる2年連続のBクラスとなる。また原辰徳監督は球団史上初の「同一監督指揮下における2年連続Bクラス」となった[324]。
  - 2024年シーズンからのプロ野球ファーム・リーグへの新規参加を申請した3社、新潟アルビレックス・ベースボール・クラブ、エイジェック（栃木）、ハヤテ223（静岡）のうち、新潟、静岡の新規参入を内定、新潟はイースタン・リーグ、静岡はウエスタン・リーグにそれぞれ参加予定となる[325]。
  - ウエスタン・リーグで福岡ソフトバンクホークスが3年ぶり14度目の優勝[326]。
- 30日
  - 埼玉西武ライオンズの4位以下が確定、2年ぶりにクライマックスシリーズ進出を逃す[327]。
  - 千葉ロッテマリーンズの対埼玉西武ライオンズ22回戦（ZOZOマリンスタジアム）をZOZO冠協賛試合「ZOZO CHALLENGE DAY -ゾゾ×ファミリーでギネス世界記録™超イェーイ-」として開催し、始球式で「同時に始球式でボールを投げた最多人数 (Most people throwing a ceremonial first pitch simultaneously) 」のギネス世界記録更新が認定される（189組378人の投球）[328][329]。

### 10月
- 1日
  - イースタン・リーグ、ウエスタン・リーグ全日程終了。イースタン・リーグで読売ジャイアンツが5年ぶり28度目の優勝[330]。
  - 埼玉西武ライオンズの隅田知一郎が対千葉ロッテマリーンズ23回戦（ZOZOマリンスタジアム）に先発し敗戦投手となりシーズン10敗目を喫する。入団から2年連続2桁黒星は、1979、1980年の森繁和、松沼博久以来球団史上43年ぶり[331]。
- 2日
  - 第1次戦力外通告期間開始。支配下登録選手は13日まで、育成契約選手は31日まで[332]。
  - 東京ヤクルトスワローズは、杉山晃基、市川悠太、成田翔、久保拓眞、大下佑馬、育成契約の鈴木裕太、松井聖の7選手に来季の契約を結ばない旨を通達。大下は現役引退の意向[333]。また、佐藤真一2軍外野守備走塁コーチが契約満了で退団することを発表[334]。
  - オリックス・バファローズの平野佳寿が日米通算250セーブ、史上3人目[335]。
- 3日
  - 横浜DeNAベイスターズは、仁志敏久二軍監督、大家友和二軍投手コーチの今季限りでの退団を発表[336]。また、宮國椋丞、田中健二朗、平田真吾、笠原祥太郎、池谷蒼大、田中俊太、育成契約の加藤大、スターリン・コルデロ、東出直也、大橋武尊の10選手に対し来季の契約を結ばないことを通告した[337]。
  - 北海道日本ハムファイターズは、井口和朋、育成契約の姫野優也の両選手に対し来季の契約を結ばないことを通告[338]。
  - 阪神タイガースは、髙山俊、北條史也、板山祐太郎、山本泰寛、二保旭、渡邉雄大、小林慶祐、育成契約の望月惇志の8選手に対し来季の契約を結ばない旨を通達[339]。
  - 千葉ロッテマリーンズは、河村説人、佐藤奨真、土居豪人、菅野剛士、西川僚祐、育成契約の土肥星也、古谷拓郎、谷川唯人、速水将大の合計9選手に対し来季の契約を結ばない旨を通告[340]。
  - 福岡ソフトバンクホークスの和田毅が対東北楽天ゴールデンイーグルス24回戦（福岡PayPayドーム）で勝利投手となり今季8勝目。NPB史上42歳以上のシーズンに8勝以上を挙げたのは、1997年大野豊（42歳で9勝）、2005年工藤公康（42歳で11勝）、2008年山本昌（43歳で11勝）に次いで15年ぶり4人目で、パ・リーグの投手では初。また40歳になった2021年から通算20勝目となり、40歳の誕生日を迎えてから通算20勝以上を挙げたのは、山本昌（40勝）、工藤（38勝）、若林忠志（36勝）、下柳剛（21勝）、黒田博樹（21勝）に次いでNPB史上6人目、パ・リーグの投手では史上最多勝利[341]。
- 4日
  - 中日ドラゴンズは、ソイロ・アルモンテ、アリスティデス・アキーノと来季の契約を結ばないことを発表[342]。また、西山秀二バッテリーコーチ、荒木雅博内野守備走塁コーチ、中村紀洋打撃コーチの退団と、今期引退した大野奨太がバッテリーコーチ、堂上直倫が内野守備走塁コーチ、福田永将が打撃コーチにそれぞれ就任することを発表[343]。
  - 東京ヤクルトスワローズは、尾花高夫二軍チーフ投手コーチが退団することを発表[344]。
  - 北海道日本ハムファイターズは、稲田直人二軍内野守備走塁コーチが退団することを発表[345]。
  - 埼玉西武ライオンズは、公文克彦、佐々木健、森脇亮介、井上広輝、張奕、齊藤誠人、中山誠吾、育成契約の齊藤大将、粟津凱士、伊藤翔、上間永遠、出井敏博、牧野翔矢、ジョセフの14選手と来季の契約を結ばない旨を通告。公文は現役引退を表明、佐々木と森脇は育成での契約を予定。また、ロマー・コドラド、ジャシエル・ヘレラの2選手（ともに育成契約）とも来季の契約を結ばないことを発表[346]。
  - 横浜DeNAベイスターズが対読売ジャイアンツ25回戦（東京ドーム）に0-1で敗れ、広島東洋カープの2位が決定。また試合後のセレモニーで、読売ジャイアンツの原辰徳監督が自身の今季限りでの退任と、阿部慎之助ヘッド兼バッテリーコーチの新監督就任を発表[347]。
  - 東京ヤクルトスワローズが対阪神タイガース25回戦（明治神宮野球場）で5-4で勝利したため、中日ドラゴンズが球団史上初となる2年連続最下位[348]。
  - セントラル・リーグが全日程終了。投手の主要6タイトルは、最多勝と最高勝率の投手二冠となった横浜DeNAベイスターズの東克樹も含めて、5選手全員が初獲得[349]。
- 5日
  - 広島東洋カープは、岡田明丈、薮田和樹、三好匠、育成契約の木下元秀、行木俊、中村来生の6名に対して来季の契約を結ばないことを通告。三好は現役を引退、岡田は育成での契約を予定。他の4名はトライアウトを受験する意向[350]。
  - 福岡ソフトバンクホークスは、いずれも育成契約の奥村政稔、岡本直也、中道佑哉、中村宜聖、舟越秀虎、居谷匠真の6名に対して来季の契約を結ばないことを通告[351]。中村宜は現役引退を表明、奥村を除く4選手は現役続行を希望[352]。
  - オリックス・バファローズは、石岡諒太、渡邉大樹、佐野如一、育成契約の中川颯、西濱勇星の5選手に対して来季の契約を結ばない旨を通告[353]。
  - 中日ドラゴンズは、岡野祐一郎、伊藤康祐、育成契約の松田亘哲の3選手に対して来季の契約を結ばない旨を通告[354]。
  - 読売ジャイアンツは、育成契約の髙田竜星、奈良木陸、太田龍、阿部剣友、山本一輝、保科広一の6選手に対して来季の契約を結ばない旨を通告[355]。
  - 北海道日本ハムファイターズの福田俊が、チームのシーズン最終戦となる対東北楽天ゴールデンイーグルス25回戦（楽天モバイルパーク宮城）6回裏に登板し1回無失点。シーズン29試合（26回1/3）を無失点に抑え、2016年の宮西尚生と並ぶチーム最長タイ記録達成[356]。
- 6日
  - 日本野球機構は、中日ドラゴンズから契約解除されたジャリエル・ロドリゲスを自由契約選手として公示[357]。
  - 埼玉西武ライオンズは、内海哲也2軍投手コーチの今季限りでの退団を発表[358]。
- 7日
  - ファーム日本選手権で福岡ソフトバンクホークスが読売ジャイアンツに6-5で勝利し、4年ぶり5回目のファーム日本一[359]。
  - 福岡ソフトバンクホークスが対東北楽天ゴールデンイーグルス25回戦（楽天モバイルパーク宮城）に5-5で引き分け、2年連続となるクライマックスシリーズ進出が決定。またこの試合9回表に登板した楽天松井裕樹が通算500試合登板を達成。NPB史上107人目で、27歳11か月での達成は、1959年金田正一（国鉄スワローズ）25歳8か月、1963年稲尾和久（西鉄ライオンズ）26歳2か月、1965年米田哲也（阪急ブレーブス）27歳5か月に次いで4位の年少記録[360]。
- 9日
  - 福岡ソフトバンクホークスがシーズン最終戦となる対オリックス・バファローズ25回戦（京セラドーム大阪）に1-4で敗れ、NPB史上7球団目となる通算5000敗[361]。
- 10日
  - 読売ジャイアンツは、阿波野秀幸投手チーフコーチ、小笠原道大3軍打撃コーチ、石井昭男巡回打撃コーチの今季限りでの退団を発表[362]。
  - 千葉ロッテマリーンズが対東北楽天ゴールデンイーグルス25回戦（楽天モバイルパーク宮城）に5-0で勝利し、クライマックスシリーズ進出と2位が決定[363]。
  - パシフィック・リーグの全日程が終了。
    - オリックス・バファローズの山本由伸がNPB史上初となる3年連続投手四冠達成[364]。3年連続の最優秀防御率はプロ野球タイ記録で、2016年-2018年の菅野智之（読売ジャイアンツ）に次いで5年ぶり3人目。3年全て防御率1点台だったのは、1956年-1958年の稲尾和久（西鉄ライオンズ）に次ぐ2人目。3シーズン以上続けての最多勝は、1999年-2001年の松坂大輔（西武ライオンズ）以来22年ぶり史上4人目[365]。
    - 打撃部門で、最多本塁打をグレゴリー・ポランコ（千葉ロッテマリーンズ）、浅村栄斗（東北楽天ゴールデンイーグルス）、近藤健介（福岡ソフトバンクホークス）が1943年以来NPB史上80年ぶり3度目、2リーグ制以降初となる3人同時獲得[365][366]。うち近藤は最多打点および最高出塁率も同時獲得したが、移籍初年度の主要2冠獲得は、2017年アルフレド・デスパイネ（ソフトバンク）以来6年ぶり6人目、日本出身者では1950年小鶴誠（松竹ロビンス）・別当薫（毎日オリオンズ）以来73年ぶり4人目。ポランコはロッテの選手として1986年落合博満以来37年ぶり5人目（8度目）の本塁打王で、球団別の本塁打王獲得のブランク年数は、国鉄スワローズ→ヤクルトスワローズの32年ぶり（1957年佐藤孝夫→1989年ラリー・パリッシュ）を上回りNPB史上最長[365]。なお最多本塁打26本は、1951年の大下弘（東急フライヤーズ）と並び、パ・リーグ史上4番目に少ない記録となった。
    - 首位打者となった頓宮裕真（オリックス）の打率.307は、1976年の吉岡悟（太平洋）の.309を下回るパ・リーグ史上最低記録[367]、1リーグ時代やセ・リーグを含めても史上5番目に低い打率での首位打者タイトル獲得となった。また外国人選手を除き初めて規定打席に達したシーズンに首位打者となるのは、2020年佐野恵太（横浜DeNAベイスターズ）以来3年ぶり17人目、オリックスでは1994年イチロー以来29年ぶり2人目[365]。
- 11日
  - 千葉ロッテマリーンズは、福田秀平と来季の契約を結ばないことを発表。本人は現役続行を希望[368]。
  - 読売ジャイアンツは、大久保博元打撃コーチの今季限りでの退任を発表[369]。また、育成選手のホセ・デラクルーズと来季の契約を結ばない事も発表した[370]。
  - 東北楽天ゴールデンイーグルスは、塩見貴洋、高田萌生、石橋良太、西口直人、小峯新陸、横尾俊建、西川遥輝、育成の佐藤智輝、引地秀一郎、福森耀真、エスタミー・ウレーニャの計11選手に来季契約を結ばないことを通告 。うち西口と小峯には育成再契約打診、小峯は受諾の意向。塩見、石橋は検討中。それ以外7人は現役続行を希望[371]。
- 12日
  - 東北楽天ゴールデンイーグルスは、石井一久の一軍監督退任と球団取締役シニアディレクターへの就任を発表[372]。また、佐竹学一軍野手総合兼外野守備走塁コーチの本人からの申し出による退団を発表[373]。
  - 読売ジャイアンツは、阿部慎之助新監督と正式契約したことを発表。契約期間は3年で背番号は83[374]。また、元木大介作戦兼内野守備コーチより退任の申し入れがあり、同シーズン限りで退任することを発表[375]。
- 13日
  - 読売ジャイアンツは、鍵谷陽平、高木京介、田中豊樹、三上朋也、堀岡隼人、中島宏之、香月一也の7選手に対し来季の契約を結ばない事を通知したと発表[376]。
  - 東北楽天ゴールデンイーグルスは、炭谷銀仁朗[377]、銀次[378]の両選手に来季の契約を結ばない旨を通告したことを発表。
  - 埼玉西武ライオンズは、2024年シーズンのコーチングスタッフを以下の通り発表[379]。
    - 【一軍】松井稼頭央（監督）、平石洋介（ヘッド兼打撃戦略）、豊田清（投手）、青木勇人（投手）、野田浩輔（バッテリー）、嶋重宣（打撃）、高山久（打撃）、阿部真宏（内野守備走塁）、赤田将吾（外野守備走塁）
    - 【二軍】西口文也（監督）、小関竜也（ファーム野手総合）、中田祥多（二軍バッテリー）、荒川雄太（三軍バッテリー兼ブルペンキャッチャー兼人財開発担当）、大島裕行（ファーム打撃）、黒田哲史（二軍内野守備走塁）、熊代聖人（二軍外野守備走塁）、鬼﨑裕司（三軍内野守備走塁）、大石達也（ファーム投手総合）、長田秀一郎（ファーム投手）、榎田大樹（ファーム投手）、青木智史（育成兼人財開発チーフ）

  - 第1次戦力外通告期間終了。支配下登録選手58名、育成契約選手42名が戦力外[380]。
- 15日
  - 広島東洋カープが、クライマックスシリーズ ファーストステージ第2戦（マツダスタジアム）で横浜DeNAベイスターズに勝利し、2勝0敗でファイナルステージに進出。セントラル・リーグで2位のチームがファイナルステージに進出するのは、2015年の読売ジャイアンツ以来8年ぶり[381]。
  - 2023 パーソル クライマックスシリーズ パ ファーストステージ第2戦、千葉ロッテマリーンズ対福岡ソフトバンクホークス（ZOZOマリンスタジアム）で、ソフトバンク柳田悠岐が3回表適時二塁打を放ち、内川聖一（達成時ソフトバンク在籍）が持つクライマックスシリーズにおける最多通算打点記録31に並ぶ[382]。
- 16日
  - 読売ジャイアンツは、一軍打撃コーチを除く2024年のコーチングスタッフを発表[383]。
  - 千葉ロッテマリーンズが、2023 パーソル クライマックスシリーズ パ ファーストステージ第3戦（ZOZOマリンスタジアム）で福岡ソフトバンクホークスに延長10回逆転サヨナラ勝利し、2勝1敗でファイナルステージに進出決定[384]。ロッテがファーストステージを勝ち上がったのは2021年以来2年ぶりで、ソフトバンクがファーストステージ敗退となるのは2009年以来14年ぶり。なおこの試合10回表にソフトバンク柳田悠岐が適時打を放ち、クライマックスシリーズにおける通算打点を32とし単独最多記録となる[385]。
  - 福岡ソフトバンクホークスは、上述のクライマックスシリーズ敗退決定直後に藤本博史監督の退任を発表[386]。
- 17日
  - 東北楽天ゴールデンイーグルスは、今江敏晃一軍打撃コーチが一軍監督に、渡辺直人一軍内野守備走塁兼打撃コーチ補佐が一軍ヘッドコーチにそれぞれ就任する事を発表した[387]。
- 18日
  - 東北楽天ゴールデンイーグルスは、奈良原浩育成総合コーチが本人の申し出により退団する事を発表[388]。
- 20日
  - 阪神タイガースが、クライマックスシリーズファイナルステージ第3戦（阪神甲子園球場）で広島東洋カープに4-2で勝利し、アドバンテージ含めて4勝0敗で9年ぶりとなる日本シリーズ進出決定[389]。
- 21日
  - 福岡ソフトバンクホークスは、小久保裕紀二軍監督が来季より一軍監督に就任する事を発表[390]。
  - オリックス・バファローズが、クライマックスシリーズファイナルステージ第4戦（京セラドーム大阪）で千葉ロッテマリーンズに3-2で勝利し、アドバンテージ含めて4勝1敗で3年連続となる日本シリーズ進出決定。関西の球団同士による日本シリーズは、1964年の南海ホークス対阪神タイガース以来59年ぶり[391]。
- 22日
  - 支配下登録選手への第2次戦力外通告期間開始。日本シリーズ終了翌日（移動のあるチームは翌々日）まで[332]。
  - 福岡ソフトバンクホークスは、森唯斗、髙橋純平、嘉弥真新也、古川侑利、九鬼隆平、佐藤直樹、上林誠知の7選手に対し、来季の支配下選手契約を締結しない旨を通達したことと発表[392]。
- 23日
  - 日本野球機構（NPB）が、フリーエージェント権有資格者、国内36人、海外70人を公示。その内、今期取得者は国内21名、海外20名[393]。
  - 読売ジャイアンツが、育成契約の谷岡竜平に対し、来季の契約を締結しない旨を通達したことを発表[394]。
  - 広島東洋カープの中﨑翔太が、今期取得した国内FA権を行使せず残留することを表明[395]。
  - 横浜DeNAベイスターズは、2024年シーズンのコーチングスタッフを以下の通り発表[396]。
    - 【一軍】三浦大輔（監督）、靍岡賢二郎（オフェンスチーフ）、石井琢朗（チーフ打撃兼走塁兼一塁ベース）、鈴木尚典、田代富雄（打撃）、相川亮二（ディフェンスチーフ兼バッテリー）、大原慎司（チーフ投手）、小杉陽太（投手）、田中浩康（内野守備兼三塁ベース）、小池正晃（外野守備）、万永貴司（野手コーディネーター）
    - 【二軍】青山道雄（監督兼外野守備走塁）、嶋村一輝、下園辰哉（打撃）、入来祐作（投手チーフ）、東野峻（投手アシスタント）、柳田殖生（内野守備走塁）、中井大介（外野守備走塁アシスタント）、鶴岡一成（バッテリー）、八木快（育成投手）、大村巌（育成打撃）、藤田一也（育成野手）
- 24日
  - 最優秀バッテリー賞に、セ・リーグは横浜DeNAベイスターズの東克樹と山本祐大が初受賞、パ・リーグはオリックス・バファローズの山本由伸と若月健矢が3年連続受賞[397]。
  - 11月に東京ドームで開催される「カーネクスト アジアプロ野球チャンピオンシップ2023」の侍ジャパントップチームの出場選手として、福岡ソフトバンクホークス以外の11球団から計26名が選出される[398]。
- 26日
  - プロ野球ドラフト会議 supported by リポビタンD が開催。支配下72名、育成50名の計122名が指名された[399]。1位の指名競合が再抽選を含め7人で史上最多[400]。
- 27日
  - 東北楽天ゴールデンイーグルスは、和田恋、正隨優弥の2選手に対し、2024シーズンの選手契約を行わない旨を伝えたことを発表[401]。
  - 北海道日本ハムファイターズは、飯山裕志内野守備走塁コーチと矢野謙次チーム統括本部アマスカウトが契約満了に伴い退任することを発表[402]。
  - 読売ジャイアンツは、矢野謙次の一軍打撃コーチ就任を発表[403]。2024年のコーチングスタッフは以下の通り。
    - 【一軍】阿部慎之助（監督）、二岡智宏（ヘッド兼打撃チーフ）、村田善則（総合）、矢野謙次（打撃）、川相昌弘（内野守備）、亀井善行（外野守備兼走塁）、杉内俊哉（投手チーフ）、内海哲也（投手）、實松一成（バッテリー）
    - 【二軍】桑田真澄（監督）、安藤強（ヘッド）、橋本到（打撃）、山口鉄也（投手チーフ）、大竹寛（投手）、脇谷亮太（内野守備兼走塁）、鈴木尚広（外野守備兼走塁）、加藤健（バッテリー）
    - 【三軍】駒田徳広（監督）、古城茂幸（打撃）、三澤興一（投手チーフ）、野上亮磨（投手）、吉川大幾（内野守備）、金城龍彦（外野守備兼走塁）、市川友也（バッテリー）
    - 【巡回】久保康生（巡回投手）、ゼラス・ウィーラー（巡回打撃）

  - オリックス・バファローズは、高山郁夫投手コーチ、入来祐作投手コーチが契約満了により退団することを発表[404]。
- 28日
  - 福岡ソフトバンクホークスは、椎野新、増田珠の支配下契約2選手、および重田倫明、フランケリー・ヘラルディーノ、早真之介の育成契約3選手に対して2024シーズンの選手契約を行わない旨を伝えたことを発表[405]。椎野、増田の両選手は現役続行を希望している[406]。
  - オリックス・バファローズは、竹安大知、吉田凌、小野泰己の3選手に対して2024シーズンの支配下選手契約を行わない旨を伝えたことを発表[407]。
  - 読売ジャイアンツは、鍬原拓也に来季の契約を結ばないこと、小沼健太を自由契約とすることを通知したと発表[408]。
  - 北海道日本ハムファイターズの上沢直之がポスティングシステムを利用したメジャーリーグ挑戦を表明[409]。
- 29日
  - 北海道日本ハムファイターズは、山田遥楓、立野和明、松岡洸希、梅林優貴の4選手に対して2024シーズンの支配下選手契約を行わない旨を伝えたことを発表。このうち松岡と梅林は育成選手として契約する予定。また山田と立野は現役続行を希望[410]。
- 30日
  - 埼玉西武ライオンズは、戦力外通告した出井敏博がファーム打撃投手兼ファームスコアラーに、また齊藤誠人がファームブルペン捕手兼ファーム用具補佐に就任することを発表[411]。→10月4日の出来事参照
  - 日本野球機構は、いずれも北海道日本ハムファイターズ所属の、アリスメンディ・アルカンタラ、アレン・ハンソン、ジェームズ・マーベル3選手を、自由契約選手として公示[412]。
  - 沢村栄治賞の選考委員会が実施され、オリックス・バファローズの山本由伸が3年連続受賞。3年連続は1956年 - 1958年の金田正一以来史上2人目で、3度目の受賞は史上5人目で最多タイ[413]。
  - 東北楽天ゴールデンイーグルスは、2024年一軍コーチングスタッフを発表[414]。
  - 北海道日本ハムファイターズは、2024年一軍コーチングスタッフを発表[415]。
    - 【一軍】新庄剛志（監督）、林孝哉（ヘッドコーチ）、建山義紀、加藤武治、武田久（投手コーチ）、八木裕（打撃コーチ）、山田勝彦（バッテリーコーチ）、谷内亮太（内野守備走塁コーチ）、森本稀哲（外野守備走塁コーチ）、代田建紀（データ分析担当兼走塁コーチ）

  - オリックス・バファローズは、中川拓真、平野大和の支配下契約2選手と、辻垣高良、釣寿生の育成契約2選手に来季の選手契約を結ばない旨を通告したと発表。中川拓、辻垣、釣は現役続行を希望しており、また球団は平野大には育成契約を打診する見込み[416]。
- 31日
  - 千葉ロッテマリーンズは、三木亮と江村直也が現役引退すること[417]、石川歩に対し来季の契約を結ばない旨を通知したことを発表[418]。石川については育成契約を打診する意向[419]。
  - 広島東洋カープは、藤井黎來に対して来季の契約を結ばない旨を通知したことを発表。ただし育成での契約を打診する意向[420]。
  - 東京ヤクルトスワローズは、吉田大喜、嘉手苅浩太、奥村展征、松本友の4選手に対し来季の契約を結ばない旨を通達したこと、嘉手苅には育成での再契約を打診したことを発表[421]。
  - 中日ドラゴンズは、溝脇隼人、岡田俊哉、近藤廉、福元悠真、星野真生の5選手に対し来季の契約を結ばない旨を通達したことを発表、溝脇以外の4選手は育成として再契約の予定[422][423]。また、2024年のコーチングスタッフを以下の通り発表した[424]。
    - 【一軍】立浪和義（監督）、片岡篤史（ヘッド）、大塚晶文（投手）、山井大介（投手）、和田一浩（打撃）、上田佳範（打撃）、小田幸平（捕手）、堂上直倫（内野守備走塁）、大西崇之（外野守備走塁）
    - 【二軍】井上一樹（監督）、落合英二（投手兼育成）、浅尾拓也（投手）、森野将彦（打撃）、福田永将（打撃）、大野奨太（捕手）、森越祐人（内野守備走塁）、中村豊（外野守備走塁）、渡邉博幸（育成野手）

  - 埼玉西武ライオンズは、赤上優人、中熊大智、川野涼多、ブランドン、仲三河優太の5選手[425]、ヘスス・ティノコ、ブルックス・クリスキー、マーク・ペイトンの3選手に来季の契約を結ばないことを通告したと発表[426]。

### 11月
- 1日
  - 福岡ソフトバンクホークスは、2024年のコーチングスタッフを以下の通り発表した。
    - 【一軍】小久保裕紀（監督）、奈良原浩（ヘッドコーチ）、倉野信次（投手コーチ（チーフ）兼ヘッドコーディネーター（投手））、若田部健一（投手コーチ（ブルペン））、中田賢一（投手コーチ（ブルペン補佐））、村松有人（打撃コーチ）、村上隆行（打撃コーチ）、本多雄一（内野守備走塁兼作戦コーチ）、井出竜也（外野守備走塁兼作戦コーチ）、高谷裕亮（バッテリーコーチ）
    - 【二軍】松山秀明（監督）、寺原隼人（ファーム投手コーチ）、吉本亮（打撃コーチ）、明石健志（打撃コーチ）、髙田知季（内野守備走塁コーチ）、城所龍磨（外野守備走塁コーチ）、清水将海（バッテリーコーチ）
    - 【三軍】小川史（監督）、佐久本昌広（投手コーチ（チーフ） ）、牧田和久（ファーム投手コーチ）、大道典良（打撃コーチ）、金子圭輔（内野守備走塁コーチ）、高波文一（外野守備走塁コーチ）、吉鶴憲治（バッテリーコーチ）
    - 【四軍】斉藤和巳（監督）、川越英隆（投手コーチ（チーフ））、森笠繁（打撃コーチ）、笹川隆（内野守備走塁コーチ）、的山哲也（バッテリーコーチ）
    - 【その他】森山良二（リハビリ担当コーチ（投手））、星野順治（コーディネーター（投手））、関川浩一（コーディネーター（野手））、森浩之（コーディネーター（バッテリー））[427]
- 4日
  - オリックス・バファローズの山本由伸が、日本シリーズ第6戦（京セラドーム大阪）で、日本シリーズ史上最多となる14奪三振を記録[428]。
- 5日
  - 阪神タイガースが、日本シリーズ第7戦（京セラドーム大阪）に7-1で勝利し、4勝3敗で38年ぶり2度目の日本一[429]。
  - オリックス・バファローズは、山本由伸のポスティングによるメジャーリーグ・ベースボール球団への移籍について承認し、今後、「日米間選手契約に関する協定」に則り、申請の手続きを進めることを発表[430]。
- 6日
  - 読売ジャイアンツのアダム・ウォーカーと、福岡ソフトバンクホークスの高橋礼・泉圭輔の1対2の交換トレード合意が両球団から発表。背番号は、ウォーカー28、高橋28、泉63[431][432][433]。
  - 北海道日本ハムファイターズは、宮内春輝に来季の契約を結ばない旨を通告したことを発表。育成での再契約を打診[434]。
  - 中日ドラゴンズは、森山暁生に来季の契約を結ばない旨を通告したことと、育成での再契約の予定であることを発表[435]。
  - 日本野球機構は、横浜DeNAベイスターズのエドウィン・エスコバーとトレイ・アンバギーの2選手をウェイバー不請求により自由契約選手として公示[436]。
  - フリーエージェント権行使申請期間開始。14日まで[437]。
  - 東北楽天ゴールデンイーグルスの松井裕樹がMLB移籍を目指し、今季取得した海外FA権行使のための申請書類を提出[438]。
- 7日
  - オリックス・バファローズの山﨑福也が今季取得した国内FA権を行使したことを表明[439]。
  - 東京ヤクルトスワローズは、球団OBの正田樹の二軍投手コーチ就任を発表[440]。
  - 第2次戦力外通告期間終了[441]。
- 8日
  - 読売ジャイアンツは、オリックス・バファローズの近藤大亮のトレードによる移籍についてオリックスと合意したと発表。背番号は30[442]。
  - 日本野球機構は、東京ヤクルトスワローズのディロン・ピーターズを自由契約選手として公示[443]。
- 9日
  - 埼玉西武ライオンズの平井克典がFA権の行使を表明[444]。
- 10日
  - 阪神タイガースは、来季のコーチ陣容を以下の通り発表[445]。
    - 【一軍】岡田彰布（監督）、平田勝男（ヘッド）、安藤優也（投手）、久保田智之（投手）、嶋田宗彦（バッテリー）、水口栄二（打撃）、今岡真訪（打撃）、馬場敏史（内野守備走塁）、藤本敦士（内野守備走塁）、筒井壮（外野守備走塁）
    - 【二軍】和田豊（監督）、福原忍（投手）、江草仁貴（投手）、渡辺亮（投手）、野村克則（バッテリー）、日高剛（バッテリー補佐）、北川博敏（打撃）、山崎憲晴（打撃）、田中秀太（内野守備走塁）、工藤隆人（外野守備走塁）、上本博紀（野手）
- 11日
  - 横浜DeNAベイスターズは、今永昇太のポスティングによるMLBへの移籍を容認することを発表[446]。
  - 北海道日本ハムファイターズの加藤貴之が、今季取得した国内FA権を行使せず残留することを表明[447]。
  - 埼玉西武ライオンズは、戦力外通告を受けていた中熊大智が現役引退し、ファームブルペン捕手兼ファーム用具補佐に就任すること[448]、ボー・タカハシと来季の契約を締結したこと[449]を発表。
- 13日
  - 東北楽天ゴールデンイーグルスは、来季のコーチ陣容を以下の通り発表[450]。
    - 【一軍】今江敏晃（監督）、渡辺直人（ヘッド）、後藤武敏（打撃）、川島慶三（打撃）、永井怜（投手）、青山浩二（投手）、的場直樹（バッテリー）、塩川達也（内野守備走塁）、岡田幸文（外野守備走塁）
    - 【二軍】三木肇（監督）、雄平（打撃）、横尾俊建（打撃）、石井貴（投手）、小山伸一郎（投手）、久保裕也（投手）、田中雅彦（バッテリー）、奥村展征（内野守備走塁）、牧田明久（外野守備走塁）、真喜志康永（育成総合）、鷹野史寿（育成）

  - 北海道日本ハムファイターズの王柏融が、今季限りでの退団を自身のInstagramで公表[451]。
- 14日
  - 埼玉西武ライオンズの山川穂高が、国内FA権を行使することを発表[452]。
  - 広島東洋カープの西川龍馬が、国内FA権を行使することを発表[453]。
  - 横浜DeNAベイスターズの石田健大が、今季取得した国内FA権を行使することを発表[454]。
  - 正力松太郎賞選考委員会が開かれ、阪神タイガースの岡田彰布監督が初受賞[455]。
  - フリーエージェント権行使申請期間終了[437]。
  - 阪神タイガースは、育成契約の野口恭佑を支配下選手登録することを発表[456]。
- 15日
  - 12球団合同トライアウトが、ファイターズ鎌ケ谷スタジアムで実施。投手41人、野手18人が参加[457]。
  - 読売ジャイアンツの中田翔が、オプトアウトによる契約破棄を行使し退団、自由契約となることが決定[458]。
- 16日
  - 横浜DeNAベイスターズは、小深田大地、粟飯原龍之介の2選手を来季は育成選手契約とすること[459]と、育成契約の勝又温史を支配下登録することを発表[460]。
  - 埼玉西武ライオンズは、東北楽天ゴールデンイーグルスから戦力外となっていた炭谷銀仁朗の獲得を発表、背番号は27[461]。
  - 読売ジャイアンツは、前福岡ソフトバンクホークス育成の舟越秀虎と来季の育成契約を締結したと発表[462]。また、4選手の背番号変更を発表した[463]。発表された背番号は以下の通り。
    - 平内龍太：11→66
    - 山田龍聖：28→90
    - 高橋優貴：47→57
    - 門脇誠：35→5
    - 舟越秀虎：051

  - オリックス・バファローズは、元MLBワシントン・ナショナルズのアンドレス・マチャドとの契約合意を発表[464]。
- 17日
  - 東京ヤクルトスワローズは、元東北楽天ゴールデンイーグルスの西川遥輝、元福岡ソフトバンクホークスの嘉弥真新也、増田珠の獲得を発表[465]。
  - 横浜DeNAベイスターズは、元福岡ソフトバンクホークスの森唯斗、元オリックス・バファローズの中川颯の獲得[466][467]と、元読売ジャイアンツの堀岡隼人の育成選手としての獲得を発表[468]。
  - 広島東洋カープは、ライアン・マクブルーム、マット・デビッドソンの退団[469]と、元シアトル・マリナーズ傘下のジェイク・シャイナーと元シンシナティ・レッズ傘下のマット・レイノルズの2選手の獲得を発表[470]。
  - 阪神タイガースは、髙橋遥人を来季は育成選手契約としたことを発表[471]。
- 22日
  - 東北楽天ゴールデンイーグルスから戦力外となっていた銀次が、現役引退を表明[472]。
  - オリックス・バファローズは、広島東洋カープからFAの西川龍馬を獲得した事を発表[473]。
  - 日本野球機構は、来季の2軍リーグにハヤテ223とオイシックスアルビレックス新潟BCの参加を正式に承認[474]。
- 23日
  - 広島東洋カープは来季のキャッチフレーズが『しゃ！』に決定したと発表[475]。
- 24日
  - 中日ドラゴンズは、いずれも戦力外通告を受けていた元読売ジャイアンツの中島宏之、元福岡ソフトバンクホークスの上林誠知、元阪神タイガースの山本泰寛、板山祐太郎の獲得を発表。板山は育成契約での獲得[476]。
  - オリックス・バファローズの黒木優太と、北海道日本ハムファイターズの吉田輝星の交換トレードが成立したことを、両球団が発表[477]。
  - 広島東洋カープは、戦力外通告した岡田明丈と藤井黎來の2名について育成選手として契約したことを発表。背番号は岡田が123、藤井が129[478]。また来季のコーチ陣容を以下の通り発表した[479]。
    - 【一軍】新井貴浩（監督）、藤井彰人（ヘッド）、朝山東洋（打撃）、小窪哲也（打撃）、赤松真人（外野守備走塁）、三好匠（内野守備走塁）、菊地原毅（投手）、永川勝浩（投手）、石原慶幸（バッテリー）
    - 【二軍】高信二（監督）、福地寿樹（打撃走塁）、新井良太（打撃）、廣瀬純（外野守備走塁）、東出輝裕（内野守備走塁）、高橋建（投手）、横山竜士（投手）、倉義和（バッテリー）
    - 【三軍】畝龍実（統括）、迎祐一郎（野手総合）、小林幹英（投手育成強化）
- 25日
  - 北海道日本ハムファイターズは、オリックス・バファローズからFAの山﨑福也と入団合意に達した事を発表[480]。
- 28日
  - 読売ジャイアンツは、東北楽天ゴールデンイーグルスから自由契約となっていたエスタミー・ウレーニャと育成契約で合意したことを発表。背番号は098[481]。
  - 福岡ソフトバンクホークスは、支配下選手契約満了となっていた佐藤直樹と育成選手契約を結んだことを発表。背番号は138[482]。また元読売ジャイアンツの鍬原拓也と育成選手契約を結んだことを発表。背番号は174[483]。
  - NPBアワードが開催、最優秀選手として、セは村上頌樹、パは山本由伸が選出。村上は1990年の野茂英雄以来となる新人王とのW受賞[484]、山本はイチロー以来となる3年連続選出[485]。
- 29日
  - 千葉ロッテマリーンズは、2024年のコーチングスタッフを以下の通り発表した[486]。
    - 【一軍】吉井理人（監督）、福浦和也（ヘッド兼打撃）、黒木知宏（投手）、小野晋吾（投手）、村田修一（打撃）、金澤岳（バッテリー）、金子誠（戦略）、根元俊一（内野守備兼走塁）、大塚明（外野守備兼走塁）、光山英和（一軍・二軍統括兼統括コーディネーター）
    - 【二軍】サブロー（監督）、大谷智久（チーフ投手）、大隣憲司（投手）、堀幸一（打撃）、栗原健太（打撃）、江村直也（バッテリー）、三木亮（内野守備兼走塁）、諸積兼司（外野守備）、伊志嶺翔大（外野守備兼走塁）、松永昂大（育成投手兼二軍投手）
- 30日
  - 横浜DeNAベイスターズは、ロバート・ガゼルマンと2024年シーズンの契約を結ばない旨通知したこと[487]、トレバー・バウアー、ネフタリ・ソト両選手を自由契約としたこと[488]、J.B.ウェンデルケンと2024年度契約を結んだことを発表[489]。
  - 2024年度からイースタン・リーグに参入するオイシックス新潟アルビレックス・ベースボール・クラブは、元読売ジャイアンツの三上朋也と、元広島東洋カープの薮田和樹の入団が内定したことを発表[490]。
  - 東北楽天ゴールデンイーグルスは、後輩選手に対するパワーハラスメント疑惑が報道されていた安樂智大について、報道が事実であることが判明したとして、来季の契約をせず自由契約選手とすることを発表[491]。
  - 阪神タイガースは、前タンパベイ・レイズのハビー・ゲラの獲得を発表、背番号は00[492]。また、シェルドン・ノイジー、ヨハン・ミエセス、ジェレミー・ビーズリーの3選手と来季の契約を締結したことを発表[493]。
  - 広島東洋カープは、ドリュー・アンダーソン、ニック・ターリーの退団[494]と、ロベルト・コルニエルと来季の契約を結んだことを発表[495]。

### 12月
- 1日
  - 福岡ソフトバンクホークスは、ジョー・ガンケル、フレディ・ガルビス、ウイリアンス・アストゥディーヨ、コートニー・ホーキンス、アルフレド・デスパイネの5選手と、来季の選手契約を締結しないことを発表[496]。また、以下の5人の新任コーチの入団を発表した[497]。
    - 小笠原孝：二軍投手コーチ（チーフ）
    - 奥村政稔：四軍ファーム投手コーチ補佐
    - 釜元豪：四軍外野守備走塁コーチ
    - 中谷将大：リハビリ担当コーチ（野手）
    - 荒金久雄：コーディネーター（野手統括兼守備走塁）

  - 埼玉西武ライオンズは、呉念庭が同球団を退団し台湾に帰国することを発表[498]。
  - 東北楽天ゴールデンイーグルスは、宋家豪、マイケル・フランコ、育成契約の王彦程の3選手と来季の選手契約を締結したこと、マニー・バニュエロスとクリス・ギッテンスの2選手の退団を発表[499]。
- 2日
  - オリックス・バファローズは来季のコーチングスタッフを発表。来季も一、二軍の区別は設けない[500]。来季のコーチングスタッフは以下の通り。
    - 中嶋聡(一軍監督)、小林宏(二軍監督)、水本勝己（ヘッド）、中垣征一郎（巡回ヘッド）、風岡尚幸（野手総合）、波留敏夫（育成チーフ）、厚澤和幸（投手）、平井正史（投手）、牧野塁（投手）、岸田護（投手）、辻竜太郎（打撃）、小谷野栄一（打撃）、高橋信二（打撃）、梵英心（内野守備走塁）、小島脩平（内野守備走塁）、安達了一（選手兼内野守備走塁）、田口壮（外野守備走塁）、松井佑介（外野守備走塁）、斉藤俊雄（バッテリー）、山崎勝己（バッテリー）、由田慎太郎（育成）、鈴木昂平（育成）、飯田大祐（育成）
- 4日
  - 広島東洋カープは、前カンザスシティ・ロイヤルズのテイラー・ハーンと、前ピッツバーグ・パイレーツのトーマス・ハッチの2選手の獲得を発表[501]。
  - 北海道日本ハムファイターズは、前ミネソタ・ツインズ傘下3Aのパトリック・マーフィーとの契約合意を発表、背番号は31[502]。
  - 中日ドラゴンズは、読売ジャイアンツから自由契約となっていた中田翔を獲得したことを発表[503]。
- 6日
  - 横浜DeNAベイスターズは、元福岡ソフトバンクホークスの九鬼隆平を育成選手として獲得したことを発表[504]。
  - オリックス・バファローズは、元北海道日本ハムファイターズの井口和朋、元読売ジャイアンツの香月一也、元広島東洋カープの木下元秀の3選手を育成選手として獲得したことを発表[505]。
  - 千葉ロッテマリーンズは、前ニューヨーク・ヤンキースのジミー・コルデロの獲得を発表[506]。
- 7日
  - 埼玉西武ライオンズは、前ニューヨーク・ヤンキースのアルバート・アブレイユとフランチー・コルデロの2選手の獲得を発表[507]。
  - 東京ヤクルトスワローズは、前サンフランシスコ・ジャイアンツ傘下3Aのミゲル・ヤフーレの獲得を発表[508]。
- 8日
  - 現役ドラフトが実施され、各球団の獲得選手を発表[509]。

| 球団         | 指名選手（現所属）     | 守備   |
| ------------ | ---------------------- | ------ |
| 阪神         | 漆原大晟（オリックス） | 投手   |
| 広島         | 内間拓馬（楽天）       | 投手   |
| DeNA         | 佐々木千隼（ロッテ）   | 投手   |
| 巨人         | 馬場皐輔（阪神）       | 投手   |
| ヤクルト     | 北村拓己（巨人）       | 内野手 |
| 中日         | 梅野雄吾（ヤクルト）   | 投手   |
| オリックス   | 鈴木博志（中日）       | 投手   |
| ロッテ       | 愛斗（西武）           | 外野手 |
| ソフトバンク | 長谷川威展（日本ハム） | 投手   |
| 楽天         | 桜井周斗（DeNA）       | 投手   |
| 西武         | 中村祐太（広島）       | 投手   |
| 日本ハム     | 水谷瞬（ソフトバンク） | 外野手 |
- 9日
  - 東北楽天ゴールデンイーグルスは、戦力外となっていた塩見貴洋の現役引退を発表[510]。
- 11日
  - 北海道日本ハムファイターズは、元デトロイト・タイガース傘下3Aのアニュラス・ザバラの獲得を発表[511]。
- 12日
  - 阪神タイガースは、来季のチームスローガンを「A.R.E. GOES ON」に決定したことを発表[512]。
- 13日
  - 埼玉西武ライオンズは、FA宣言していた平井克典の残留が決定した事を発表[513]。
- 14日
  - 千葉ロッテマリーンズは、横浜DeNAベイスターズを自由契約となっていたネフタリ・ソトを獲得した事を発表[514]。
  - 埼玉西武ライオンズは、元マイアミ・マーリンズ傘下3Aのジェフリー・ヤンの獲得を発表[515]。
  - 北海道日本ハムファイターズは、元ミネソタ・ツインズのアンドリュー・スティーブンソンとの契約合意を発表[516]。
  - 中日ドラゴンズは、新入団選手の背番号と背番号変更選手を下記の通り発表[517]。

新入団選手
- 中田翔：6
- 中島宏之：9
- 梅野雄吾：46
- 上林誠知：51
- 山本泰寛：60
- 板山祐太郎：211
- クリスチャン・ロドリゲス：219
- カルロス・モニエル：220

背番号変更選手
| 氏名     | 変更前 | 変更後 |
| -------- | ------ | ------ |
| 岡林勇希 | 60     | 001    |
| 加藤匠馬 | 69     | 049    |
| 細川成也 | 0      | 055    |
| 星野真生 | 56     | 207    |
| 福元悠真 | 23     | 209    |
| 岡田俊哉 | 21     | 210    |
| 森山暁生 | 40     | 213    |
| 近藤廉   | 70     | 214    |
- 15日
  - 中日ドラゴンズは、2024年のチームスローガンを「勇龍突進　Always be a Challenger!」と発表[518]。
- 16日
  - 横浜DeNAベイスターズは、前トロント・ブルージェイズ傘下3Aのローワン・ウィックの獲得を発表[519]。
- 18日
  - 東京ヤクルトスワローズは、前サンディエゴ・パドレスのホセ・エスパーダの獲得を発表[520]。
- 19日
  - 福岡ソフトバンクホークスは、埼玉西武ライオンズからFAを行使していた山川穂高の獲得を発表[521]。
- 20日
  - 埼玉西武ライオンズは、前アトランタ・ブレーブス傘下3Aのヘスス・アギラーの獲得を発表[522]。
- 21日
  - 千葉ロッテマリーンズは、グレゴリー・ポランコの残留を発表[523]。
  - 埼玉西武ライオンズの宮川哲と、東京ヤクルトスワローズの元山飛優の交換トレードが成立したことを両球団が発表[524]。
- 22日
  - 中日ドラゴンズは、前アメリカ独立リーグ所属のアレックス・ディカーソンを獲得した事、マイケル・フェリス、ウンベルト・メヒア、オルランド・カリステ、フランク・アルバレス（育成）の4選手と来季契約を結んだ事を発表[525]。
- 25日
  - 北海道日本ハムファイターズは、ブライアン・ロドリゲスと契約延長で合意したことを発表[526]。
- 26日
  - 読売ジャイアンツは、阪神タイガースから自由契約となっていたカイル・ケラーの獲得を発表[527]。
  - 東北楽天ゴールデンイーグルスは、北海道日本ハムファイターズから自由契約となっていたコディ・ポンセの獲得を発表[528]。
- 27日
  - 東北楽天ゴールデンイーグルスは、前広島東洋カープのニック・ターリーと契約合意したことを発表[529]。

## 監督人事

### シーズン開幕までの変更
| チーム | 新任監督   | 前任監督   | 前職                              |
| ------ | ---------- | ---------- | --------------------------------- |
| 広島   | 新井貴浩   | 佐々岡真司 |                                   |
| ロッテ | 吉井理人   | 井口資仁   | ロッテ ピッチングコーディネーター |
| 西武   | 松井稼頭央 | 辻発彦     | 西武 ヘッドコーチ                 |
| 阪神   | 岡田彰布   | 矢野燿大   |                                   |

## 競技結果

### セントラル・リーグ
| 順位 | 球団                   | 勝 | 敗 | 分 | 勝率 | 差   |
| 1位  | 阪神タイガース         | 85 | 53 | 5  | .616 | 優勝 |
| 2位  | 広島東洋カープ         | 74 | 65 | 4  | .532 | 11.5 |
| 3位  | 横浜DeNAベイスターズ   | 74 | 66 | 3  | .529 | 12.0 |
| 4位  | 読売ジャイアンツ       | 71 | 70 | 2  | .504 | 15.5 |
| 5位  | 東京ヤクルトスワローズ | 57 | 83 | 3  | .407 | 29.0 |
| 6位  | 中日ドラゴンズ         | 56 | 82 | 5  | .406 | 29.0 |

### パシフィック・リーグ
| 順位 | 球団                         | 勝 | 敗 | 分 | 勝率  | 差   |
| 1位  | オリックス・バファローズ     | 86 | 53 | 4  | .619  | 優勝 |
| 2位  | 千葉ロッテマリーンズ         | 70 | 68 | 5  | .5072 | 15.5 |
| 3位  | 福岡ソフトバンクホークス     | 71 | 69 | 3  | .5071 | 15.5 |
| 4位  | 東北楽天ゴールデンイーグルス | 70 | 71 | 2  | .496  | 17.0 |
| 5位  | 埼玉西武ライオンズ           | 65 | 77 | 1  | .458  | 22.5 |
| 6位  | 北海道日本ハムファイターズ   | 60 | 82 | 1  | .423  | 27.5 |

### セ・パ交流戦
| 順位 | 球団                         | 勝 | 敗 | 分 | 勝率 | 差   |
| 1位  | 横浜DeNAベイスターズ         | 11 | 7  | 0  | .611 | 優勝 |
| 2位  | 福岡ソフトバンクホークス     | 11 | 7  | 0  | .611 | 0.0  |
| 3位  | 読売ジャイアンツ             | 11 | 7  | 0  | .611 | 0.0  |
| 4位  | オリックス・バファローズ     | 11 | 7  | 0  | .611 | 0.0  |
| 5位  | 北海道日本ハムファイターズ   | 10 | 8  | 0  | .556 | 1.0  |
| 6位  | 東北楽天ゴールデンイーグルス | 9  | 9  | 0  | .500 | 2.0  |
| 7位  | 広島東洋カープ               | 9  | 9  | 0  | .500 | 2.0  |
| 8位  | 千葉ロッテマリーンズ         | 7  | 9  | 2  | .438 | 3.0  |
| 9位  | 中日ドラゴンズ               | 7  | 10 | 1  | .412 | 3.5  |
| 10位 | 阪神タイガース               | 7  | 10 | 1  | .412 | 3.5  |
| 11位 | 東京ヤクルトスワローズ       | 7  | 11 | 0  | .389 | 4.0  |
| 12位 | 埼玉西武ライオンズ           | 6  | 12 | 0  | .333 | 5.0  |

### クライマックスシリーズ

#### ファーストステージ
| 日付                 | 試合  | ビジター球団（先攻） | スコア | ホーム球団（後攻） | 開催球場                       |
| 10月14日（土）       | 第1戦 | 横浜DeNAベイスターズ | 2 - 3x | 広島東洋カープ     | MAZDA Zoom-Zoom スタジアム広島 |
| 10月15日（日）       | 第2戦 | 横浜DeNAベイスターズ | 2 - 4  | 広島東洋カープ     | MAZDA Zoom-Zoom スタジアム広島 |
| 勝者：広島東洋カープ |       |                      |        |                    |                                |

| 日付                       | 試合  | ビジター球団（先攻）     | スコア | ホーム球団（後攻）   | 開催球場             |
| 10月14日（土）             | 第1戦 | 福岡ソフトバンクホークス | 2 - 8  | 千葉ロッテマリーンズ | ZOZOマリンスタジアム |
| 10月15日（日）             | 第2戦 | 福岡ソフトバンクホークス | 3 - 1  | 千葉ロッテマリーンズ | ZOZOマリンスタジアム |
| 10月16日（月）             | 第3戦 | 福岡ソフトバンクホークス | 3 - 4x | 千葉ロッテマリーンズ | ZOZOマリンスタジアム |
| 勝者：千葉ロッテマリーンズ |       |                          |        |                      |                      |

#### ファイナルステージ
| 日付                 | 試合           | ビジター球団（先攻） | スコア | ホーム球団（後攻） | 開催球場       |
| アドバンテージ       | アドバンテージ | 広島東洋カープ       |        | 阪神タイガース     |                |
| 10月18日（水）       | 第1戦          | 広島東洋カープ       | 1 - 4  | 阪神タイガース     | 阪神甲子園球場 |
| 10月19日（木）       | 第2戦          | 広島東洋カープ       | 1 - 2x | 阪神タイガース     | 阪神甲子園球場 |
| 10月20日（金）       | 第3戦          | 広島東洋カープ       | 2 - 4  | 阪神タイガース     | 阪神甲子園球場 |
| 勝者：阪神タイガース |                |                      |        |                    |                |

| 日付                           | 試合           | ビジター球団（先攻） | スコア | ホーム球団（後攻）       | 開催球場         |
| アドバンテージ                 | アドバンテージ | 千葉ロッテマリーンズ |        | オリックス・バファローズ |                  |
| 10月18日（水）                 | 第1戦          | 千葉ロッテマリーンズ | 5 - 8  | オリックス・バファローズ | 京セラドーム大阪 |
| 10月19日（木）                 | 第2戦          | 千葉ロッテマリーンズ | 6 - 5  | オリックス・バファローズ | 京セラドーム大阪 |
| 10月20日（金）                 | 第3戦          | 千葉ロッテマリーンズ | 0 - 2  | オリックス・バファローズ | 京セラドーム大阪 |
| 10月21日（土）                 | 第4戦          | 千葉ロッテマリーンズ | 2 - 3  | オリックス・バファローズ | 京セラドーム大阪 |
| 勝者：オリックス・バファローズ |                |                      |        |                          |                  |

### 日本シリーズ
| 日付                                  | 試合   | ビジター球団（先攻）     | スコア | ホーム球団（後攻）       | 開催球場         |
| ------------------------------------- | ------ | ------------------------ | ------ | ------------------------ | ---------------- |
| 10月28日（土）                        | 第1戦  | 阪神タイガース           | 8 - 0  | オリックス・バファローズ | 京セラドーム大阪 |
| 10月29日（日）                        | 第2戦  | 阪神タイガース           | 0 - 8  | オリックス・バファローズ | 京セラドーム大阪 |
| 10月30日（月）                        | 移動日 | 移動日                   | 移動日 | 移動日                   | 移動日           |
| 10月31日（火）                        | 第3戦  | オリックス・バファローズ | 5 - 4  | 阪神タイガース           | 阪神甲子園球場   |
| 11月1日（水）                         | 第4戦  | オリックス・バファローズ | 3 - 4x | 阪神タイガース           | 阪神甲子園球場   |
| 11月2日（木）                         | 第5戦  | オリックス・バファローズ | 2 - 6  | 阪神タイガース           | 阪神甲子園球場   |
| 11月3日（金）                         | 移動日 | 移動日                   | 移動日 | 移動日                   | 移動日           |
| 11月4日（土）                         | 第6戦  | 阪神タイガース           | 1 - 5  | オリックス・バファローズ | 京セラドーム大阪 |
| 11月5日（日）                         | 第7戦  | 阪神タイガース           | 7 - 1  | オリックス・バファローズ | 京セラドーム大阪 |
| 優勝：阪神タイガース（38年ぶり2回目） |        |                          |        |                          |                  |

### 個人タイトル
|                  | セントラル・リーグ | セントラル・リーグ | セントラル・リーグ | パシフィック・リーグ | パシフィック・リーグ | パシフィック・リーグ |
| タイトル         | 選手               | 球団               | 成績               | 選手                 | 球団                 | 成績                 |
| ---------------- | ------------------ | ------------------ | ------------------ | -------------------- | -------------------- | -------------------- |
| 最優秀選手       | 村上頌樹           | 阪神               | -                  | 山本由伸             | オリックス           | -                    |
| 最優秀新人       | 村上頌樹           | 阪神               | -                  | 山下舜平大           | オリックス           | -                    |
| 首位打者         | 宮﨑敏郎           | DeNA               | .326               | 頓宮裕真             | オリックス           | .307                 |
| 本塁打王         | 岡本和真           | 巨人               | 41本               | 近藤健介             | ソフトバンク         | 26本                 |
| 本塁打王         | 岡本和真           | 巨人               | 41本               | 浅村栄斗             | 楽天                 | 26本                 |
| 本塁打王         | 岡本和真           | 巨人               | 41本               | G.ポランコ           | ロッテ               | 26本                 |
| 打点王           | 牧秀悟             | DeNA               | 103打点            | 近藤健介             | ソフトバンク         | 87打点               |
| 最多安打         | 牧秀悟             | DeNA               | 164安打            | 柳田悠岐             | ソフトバンク         | 163安打              |
| 最多安打         | 中野拓夢           | 阪神               | 164安打            | 柳田悠岐             | ソフトバンク         | 163安打              |
| 盗塁王           | 近本光司           | 阪神               | 28盗塁             | 小深田大翔           | 楽天                 | 36盗塁               |
| 盗塁王           | 近本光司           | 阪神               | 28盗塁             | 周東佑京             | ソフトバンク         | 36盗塁               |
| 最高出塁率       | 大山悠輔           | 阪神               | .403               | 近藤健介             | ソフトバンク         | .431                 |
| 最優秀防御率     | 村上頌樹           | 阪神               | 1.75               | 山本由伸             | オリックス           | 1.21                 |
| 最多勝利         | 東克樹             | DeNA               | 16勝               | 山本由伸             | オリックス           | 16勝                 |
| 最多奪三振       | 今永昇太           | DeNA               | 174奪三振          | 山本由伸             | オリックス           | 169奪三振            |
| 最高勝率         | 東克樹             | DeNA               | .842               | 山本由伸             | オリックス           | .727                 |
| 最多セーブ投手   | 岩崎優             | 阪神               | 35S                | 松井裕樹             | 楽天                 | 39S                  |
| 最優秀中継ぎ投手 | 島内颯太郎         | 広島               | 42HP               | L.ペルドモ           | ロッテ               | 42HP                 |

### 月間MVP
|         | セントラル・リーグ | セントラル・リーグ | セントラル・リーグ | セントラル・リーグ | パシフィック・リーグ | パシフィック・リーグ | パシフィック・リーグ | パシフィック・リーグ |
|         | 投手               | 球団               | 野手               | 球団               | 投手                 | 球団                 | 野手                 | 球団                 |
| ------- | ------------------ | ------------------ | ------------------ | ------------------ | -------------------- | -------------------- | -------------------- | -------------------- |
| 3・4月  | 村上頌樹           | 阪神               | 宮﨑敏郎           | DeNA               | 佐々木朗希           | ロッテ               | 中村剛也             | 西武                 |
| 5月     | 大竹耕太郎         | 阪神               | 細川成也           | 中日               | 加藤貴之             | 日本ハム             | 万波中正             | 日本ハム             |
| 6月     | T.バウアー         | DeNA               | 岡本和真           | 巨人               | 山﨑福也             | オリックス           | 頓宮裕真             | オリックス           |
| 7月     | 山﨑伊織           | 巨人               | 岡林勇希           | 中日               | 今井達也             | 西武                 | 浅村栄斗             | 楽天                 |
| 8月     | T.バウアー         | DeNA               | 牧秀悟             | DeNA               | 宮城大弥             | オリックス           | 近藤健介             | ソフトバンク         |
| 9・10月 | 東克樹             | DeNA               | 佐藤輝明           | 阪神               | 山本由伸             | オリックス           | 周東佑京             | ソフトバンク         |

### ベストナイン
|          | セントラル・リーグ | セントラル・リーグ | パシフィック・リーグ | パシフィック・リーグ |
| 守備位置 | 選手               | 球団               | 選手                 | 球団                 |
| -------- | ------------------ | ------------------ | -------------------- | -------------------- |
| 投手     | 東克樹             | DeNA               | 山本由伸             | オリックス           |
| 捕手     | 大城卓三           | 巨人               | 森友哉               | オリックス           |
| 一塁手   | 大山悠輔           | 阪神               | 頓宮祐真             | オリックス           |
| 二塁手   | 牧秀悟             | DeNA               | 浅村栄斗             | 楽天                 |
| 三塁手   | 宮﨑敏郎           | DeNA               | 宗佑磨               | オリックス           |
| 遊撃手   | 木浪聖也           | 阪神               | 紅林弘太郎           | オリックス           |
| 外野手   | 近本光司           | 阪神               | 近藤健介             | ソフトバンク         |
| 外野手   | 西川龍馬           | 広島               | 万波中正             | 日本ハム             |
| 外野手   | 岡林勇希           | 中日               | 柳田悠岐             | ソフトバンク         |
| 指名打者 | -                  | -                  | G.ポランコ           | ロッテ               |

### ゴールデングラブ賞
|          | セントラル・リーグ | セントラル・リーグ | パシフィック・リーグ | パシフィック・リーグ |
| 守備位置 | 選手               | 球団               | 選手                 | 球団                 |
| -------- | ------------------ | ------------------ | -------------------- | -------------------- |
| 投手     | 東克樹             | DeNA               | 山本由伸             | オリックス           |
| 捕手     | 坂本誠志郎         | 阪神               | 若月健矢             | オリックス           |
| 一塁手   | 大山悠輔           | 阪神               | 中村晃               | ソフトバンク         |
| 二塁手   | 中野拓夢           | 阪神               | 中村奨吾             | ロッテ               |
| 三塁手   | 宮崎敏郎           | DeNA               | 宗佑磨               | オリックス           |
| 遊撃手   | 木浪聖也           | 阪神               | 源田壮亮             | 西武                 |
| 外野手   | 近本光司           | 阪神               | 辰己涼介             | 楽天                 |
| 外野手   | 岡林勇希           | 中日               | 万波中正             | 日本ハム             |
| 外野手   | 桑原将志           | DeNA               | 近藤健介             | ソフトバンク         |

### ファーム
- ウエスタン・リーグ優勝：福岡ソフトバンクホークス（3年ぶり14度目）
- イースタン・リーグ優勝：読売ジャイアンツ（5年ぶり28度目）
- ファーム日本選手権

|              | 1 | 2 | 3 | 4 | 5 | 6 | 7 | 8 | 9 | R | H | E |
| ------------ | - | - | - | - | - | - | - | - | - | - | - | - |
| ソフトバンク | 0 | 0 | 0 | 1 | 0 | 2 | 0 | 3 | 0 | 6 | 9 | 2 |
| 巨人         | 0 | 0 | 1 | 4 | 0 | 0 | 0 | 0 | 0 | 5 | 8 | 3 |

1. ソ：森、高橋礼、中村亮、泉、ヘルナンデス、尾形 - 海野、渡邉陸
2. 巨：松井、井上、田中千 - 山瀬
3. 勝利：泉
4. セーブ：尾形
5. 敗戦：井上
6. 本塁打
ソ：リチャード（8回ソロ・井上）
巨：山瀬（4回2ラン・高橋礼）
7. 審判
［球審］松本
［塁審］川上（1B）、西沢（2B）、郡司（3B）
8. 開始：13時06分 試合時間：2時間52分[532]

- 優勝：福岡ソフトバンクホークス（4年ぶり5度目）
  - 最優秀選手：川村友斗（ソフトバンク）
  - 優秀選手：生海（ソフトバンク）、山瀬慎之助（巨人）